# Németország a 2016. évi nyári olimpiai játékokon
Németország a brazíliai Rio de Janeiróban megrendezett 2016. évi nyári olimpiai játékok egyik részt vevő nemzete volt. Az országot az olimpián 27 sportágban 418 sportoló képviselte, akik összesen 42 érmet szereztek.

## Érmesek
| Érem  | Versenyző | Sportág       | Versenyszám                |
| ----- | --- | ------------- | -------------------------- |
| Arany | Christoph Harting | Atlétika      | Férfi diszkoszvetés        |
| Arany | Thomas Röhler | Atlétika      | Férfi gerelyhajítás        |
| Arany | Hans Gruhne Lauritz Schoof Karl Schulze Philipp Wende | Evezés        | Férfi négypárevezős        |
| Arany | Carina Bär Julia Lier Lisa Schmidla Annekatrin Thiele | Evezés        | Női négypárevezős          |
| Arany | Marcus Gross Max Rendschmidt | Kajak-kenu    | Férfi kajak kettes 1000 m  |
| Arany | Marcus Gross Max Hoff Tom Liebscher Max Rendschmidt | Kajak-kenu    | Férfi kajak négyes 1000 m  |
| Arany | Sebastian Brendel | Kajak-kenu    | Férfi kenu egyes 1000 m    |
| Arany | Sebastian Brendel Jan Vandrey | Kajak-kenu    | Férfi kenu kettes 1000 m   |
| Arany | Kristina Vogel | Kerékpározás  | Női egyéni sprint          |
| Arany | Nemzeti válogatott Saskia Bartusiak Melanie Behringer Laura Benkarth Sara Däbritz Lena Goeßling Josephine Henning Svenja Huth Mandy Islacker Tabea Kemme Isabel Kerschowski Annike Krahn Simone Laudehr Melanie Leupolz Leonie Maier Marozsán Dzsenifer Anja Mittag Babett Peter Alexandra Popp Almuth Schult | Labdarúgás    | Női                        |
| Arany | Sönke Rothenberger Dorothee Schneider Kristina Sprehe Isabell Werth | Lovaglás      | Díjlovaglás, csapat        |
| Arany | Michael Jung | Lovaglás      | Lovastusa, egyéni          |
| Arany | Laura Ludwig Kira Walkenhorst | Röplabda      | Női strandröplabda         |
| Arany | Christian Reitz | Sportlövészet | Férfi gyorstüzelő pisztoly |
| Arany | Henri Junghänel | Sportlövészet | Férfi sportpuska, fekvő    |
| Arany | Barbara Engleder | Sportlövészet | Női sportpuska összetett   |
| Arany | Fabian Hambüchen | Torna         | Férfi nyújtó               |
| Ezüst | San Hsziao-na Han Jing Petrissa Solja | Asztalitenisz | Női csapat                 |
| Ezüst | Felix Drahotta Malte Jakschik Eric Johannesen Andreas Kuffner Maximilian Munski Hannes Ocik Maximilian Reinelt Martin Sauer Richard Schmidt | Evezés        | Férfi nyolcas              |
| Ezüst | Lisa Unruh | Íjászat       | Női egyéni                 |
| Ezüst | Tina Dietze Franziska Weber | Kajak-kenu    | Női kajak kettes 500 m     |
| Ezüst | Tina Dietze Sabrina Hering Steffi Kriegerstein Franziska Weber | Kajak-kenu    | Női kajak négyes 500 m     |
| Ezüst | Nemzeti válogatott Robert Bauer Lars Bender Sven Bender Julian Brandt Max Christiansen Matthias Ginter Serge Gnabry Leon Goretzka Timo Horn Jannik Huth Lukas Klostermann Philipp Max Max Meyer Eric Oelschlägel Nils Petersen Grischa Prömel Davie Selke Niklas Süle Jeremy Toljan                           | Labdarúgás    | Férfi                      |
| Ezüst | Isabell Werth | Lovaglás      | Díjlovaglás, egyéni        |
| Ezüst | Sandra Auffarth Michael Jung Ingrid Klimke Julia Krajewski | Lovaglás      | Lovastusa, csapat          |
| Ezüst | Monika Karsch | Sportlövészet | Női sportpisztoly          |
| Ezüst | Angelique Kerber | Tenisz        | Női egyes                  |
| Bronz | Timo Boll Dimitrij Ovtcharov Bastian Steger | Asztalitenisz | Férfi csapat               |
| Bronz | Daniel Jasinski | Atlétika      | Férfi diszkoszvetés        |
| Bronz | Denis Kudla | Birkózás      | Férfi kötöttfogás, 85 kg   |
| Bronz | Laura Vargas Koch | Cselgáncs     | Női középsúly              |
| Bronz | Nemzeti válogatott Linus Butt Florian Fuchs Mortiz Fürste Mats Grambusch Tom Grambusch Martin Häner Tobias Hauke Timm Herzbruch Nicolas Jacobi Mathias Müller Timur Oruz Christopher Rühr Moritz Trompertz Niklas Wellen Christopher Wesley Martin Zwicker                                                    | Gyeplabda     | Férfi                      |
| Bronz | Nemzeti válogatott Lisa Altenburg Franzisca Hauke Hannah Krüger Nike Lorenz Marie Mävers Julia Müller Janne Müller-Wieland Pia-Sophie Oldhafer Selin Oruz Katharina Otte Cécile Pieper Kristina Reynolds Anne Schröder Lisa Schütze Annika Sprink Charlotte Stapenhorst Jana Teschke                          | Gyeplabda     | Női                        |
| Bronz | Ronald Rauhe | Kajak-kenu    | Férfi kajak egyes 200 m    |
| Bronz | Kristina Vogel Miriam Welte | Kerékpározás  | Női csapatsprint           |
| Bronz | Nemzeti válogatott Christian Dissinger Paul Drux Uwe Gensheimer Patrick Groetzki Kai Häfner Silvio Heinevetter Julius Kühn Finn Lemke Hendrik Pekeler Tobias Reichmann Martin Strobel Steffen Weinhold Fabian Wiede Patrick Wiencek Andreas Wolff                                                             | Kézilabda     | Férfi                      |
| Bronz | Kristina Sprehe | Lovaglás      | Díjlovaglás, egyéni        |
| Bronz | Christian Ahlmann Ludger Beerbaum Daniel Deusser Meredith Michaels-Beerbaum | Lovaglás      | Díjugratás, csapat         |
| Bronz | Patrick Hausding | Műugrás       | Férfi egyéni műugrás       |
| Bronz | Artem Harutyunyan | Ökölvívás     | Férfi kisváltósúly         |
| Bronz | Sophie Scheder | Torna         | Női felemás korlát         |
| Bronz | Erik Heil Thomas Plößel | Vitorlázás    | Férfi 49er osztály         |

## Asztalitenisz
Férfi
| Versenyző                                   | Versenyszám | Selejtező         | 64-es főtábla     | 48-as főtábla     | 32-es főtábla                                                          | Nyolcaddöntő                                                             | Negyeddöntő                                                            | Elődöntő                                                         | Döntő | Helyezés |
| Versenyző                                   | Versenyszám | Ellenfél Eredmény | Ellenfél Eredmény | Ellenfél Eredmény | Ellenfél Eredmény                                                      | Ellenfél Eredmény                                                        | Ellenfél Eredmény                                                      | Ellenfél Eredmény                                                | Ellenfél Eredmény | Helyezés |
| ------------------------------------------- | ----------- | ----------------- | ----------------- | ----------------- | ---------------------------------------------------------------------- | ------------------------------------------------------------------------ | ---------------------------------------------------------------------- | ---------------------------------------------------------------- | --- | -------- |
| Timo Boll                                   | Egyes       | erőnyerő          | erőnyerő          | erőnyerő          | Alekszandr Sibajev (RUS) · 12–14, 11–4, 7–11, 11–7, 10–12, 12–10, 11–6 | Quadri Aruna (NGR) · 10–12, 10–12, 5–11, 11–3, 11–5, 9–11                | kiesett                                                                | kiesett                                                          | kiesett | 9.       |
| Dimitrij Ovtcharov                          | Egyes       | erőnyerő          | erőnyerő          | erőnyerő          | Li Ping (QAT) · 8–11, 11–4, 11–9, 7–11, 11–5, 9–11, 11–9               | Bojan Tokič (SLO) · 31–33, 12–10, 11–5, 11–4, 11–7                       | Uladzimir Szamszonav (BLR) · 11–8, 7–11, 17–19, 11–4, 2–11, 12–14      | kiesett                                                          | kiesett | 5.       |
| Timo Boll Dimitrij Ovtcharov Bastian Steger | Csapat      |                   |                   |                   |                                                                        | Tajvan (TPE) · Chen Chien-An · Chuan Chih-Yuan · Chiang Hung-chieh · 3–1 | Ausztria (AUT) · Stefan Fegerl · Robert Gardos · Daniel Habesohn · 3–1 | Japán (JPN) · Josimura Maharu · Mizutani Dzsun · Niva Kóki · 1–3 | Bronzmérkőzés · Dél-Korea (KOR) · Csu Szehjok (Ju Se-hyuk) · Csong Jongsik (Jeong Young-Sik) · I Szangszu (Lee Sang-Su) · 3–1 |          |

Női
| Versenyző                                                      | Versenyszám | Selejtező         | 64-es főtábla     | 48-as főtábla     | 32-es főtábla                                    | Nyolcaddöntő                                                          | Negyeddöntő                                                                 | Elődöntő                                                     | Döntő                                                                                             | Helyezés |
| Versenyző                                                      | Versenyszám | Ellenfél Eredmény | Ellenfél Eredmény | Ellenfél Eredmény | Ellenfél Eredmény                                | Ellenfél Eredmény                                                     | Ellenfél Eredmény                                                           | Ellenfél Eredmény                                            | Ellenfél Eredmény                                                                                 | Helyezés |
| -------------------------------------------------------------- | ----------- | ----------------- | ----------------- | ----------------- | ------------------------------------------------ | --------------------------------------------------------------------- | --------------------------------------------------------------------------- | ------------------------------------------------------------ | ------------------------------------------------------------------------------------------------- | -------- |
| Han Jing (Han Ying)                                            | Egyes       | erőnyerő          | erőnyerő          | erőnyerő          | Nanthana Khamvong (THA) · 11–2, 11–4, 11–4, 11–3 | Xue Li (FRA) · 11–4, 11–4, 8–11, 11–3, 13–11                          | Ting Ning (Ding Ning) (CHN) · 8–11, 5–11, 3–11, 7–11                        | kiesett                                                      | kiesett                                                                                           | 5.       |
| Petrissa Solja                                                 | Egyes       | erőnyerő          | erőnyerő          | erőnyerő          | Ri Mjongszun (PRK) · 5–11, 7–11, 6–11, 6–11      | kiesett                                                               | kiesett                                                                     | kiesett                                                      | kiesett                                                                                           | 17.      |
| San Hsziao-na (Shan Xiaona) Han Jing (Han Ying) Petrissa Solja | Csapat      |                   |                   |                   |                                                  | Egyesült Államok (USA) · Zheng Jiaqi · Lily Zhang · Jennifer Wu · 3–0 | Hongkong (HKG) · Lee Ho Ching · Tou Hój-kam (Doo Hoi Kem) · Tie Ya Na · 3–1 | Japán (JPN) · Fukuhara Ai · Isikava Kaszumi · Itó Mima · 3–2 | Kína (CHN) · Ting Ning (Ding Ning) · Li Hsziao-hszia (Li Xiaoxia) · Liu Si-ven (Liu Shiwen) · 0–3 |          |

## Atlétika
Férfi
| Versenyző                                               | Versenyszám     | Selejtező | Selejtező | Selejtező | Előfutam | Előfutam | Előfutam | Elődöntő | Elődöntő | Elődöntő | Döntő         | Döntő         |
| Versenyző                                               | Versenyszám     | Idő       | Hely.     | Össz.     | Idő      | Hely.    | Össz.    | Idő      | Hely.    | Össz.    | Idő           | Helyezés      |
| ------------------------------------------------------- | --------------- | --------- | --------- | --------- | -------- | -------- | -------- | -------- | -------- | -------- | ------------- | ------------- |
| Lucas Jakubzyk                                          | 100 m           | kiemelt   | kiemelt   | kiemelt   | 10,29    | 5.       | 40.**    | kiesett  | kiesett  | kiesett  | kiesett       | kiesett       |
| Julian Reus                                             | 100 m           | kiemelt   | kiemelt   | kiemelt   | 10,34    | 7.       | 45.**    | kiesett  | kiesett  | kiesett  | kiesett       | kiesett       |
| Julian Reus                                             | 200 m           |           |           |           | 20,39    | 3.       | 24.      | kiesett  | kiesett  | kiesett  | kiesett       | kiesett       |
| Robin Erewa                                             | 200 m           |           |           |           | 20,61    | 5.       | 45.*     | kiesett  | kiesett  | kiesett  | kiesett       | kiesett       |
| Aleixo-Platini Menga                                    | 200 m           |           |           |           | 20,80    | 5.       | 61.*     | kiesett  | kiesett  | kiesett  | kiesett       | kiesett       |
| Homiyu Tesfaye                                          | 1500 m          |           |           |           | 3:47,44  | 7.       | 31.      | 3:40,76  | 7.       | 15.      | kiesett       | kiesett       |
| Florian Orth                                            | 5000 m          |           |           |           | 13:28,88 | 14.      | 21.      |          |          |          | kiesett       | kiesett       |
| Richard Ringer                                          | 5000 m          |           |           |           | 14:05,01 | 20.      | 38.      |          |          |          | kiesett       | kiesett       |
| Matthias Bühler                                         | 110 m gát       |           |           |           | 13,90    | 4.       | 37.      | kiesett  | kiesett  | kiesett  | kiesett       | kiesett       |
| Alexander John                                          | 110 m gát       |           |           |           | 14,13    | 5.       | 38.      | kiesett  | kiesett  | kiesett  | kiesett       | kiesett       |
| Gregor Traber                                           | 110 m gát       |           |           |           | 13,50    | 3.       | 8.**     | 13,43    | 5.       | 9.       | kiesett       | kiesett       |
| Julian Flügel                                           | Maraton         |           |           |           |          |          |          |          |          |          | 2:20:47       | 71.           |
| Philipp Pflieger                                        | Maraton         |           |           |           |          |          |          |          |          |          | 2:18:56       | 55.           |
| Nils Brembach                                           | 20 km gyaloglás |           |           |           |          |          |          |          |          |          | 1:23:46       | 38.           |
| Christopher Linke                                       | 20 km gyaloglás |           |           |           |          |          |          |          |          |          | 1:20:00       | 5.            |
| Hagen Pohle                                             | 20 km gyaloglás |           |           |           |          |          |          |          |          |          | 1:21:44       | 18.           |
| Hagen Pohle                                             | 50 km gyaloglás |           |           |           |          |          |          |          |          |          | nem ért célba | nem ért célba |
| Carl Dohmann                                            | 50 km gyaloglás |           |           |           |          |          |          |          |          |          | nem ért célba | nem ért célba |
| Julian Reus Sven Knipphals Robert Hering Lucas Jakubzyk | 4 × 100 m váltó |           |           |           | 38,26    | 6.       | 9.       |          |          |          | kiesett       | kiesett       |

| Versenyző         | Versenyszám   | Selejtező | Selejtező | Döntő    | Döntő    |
| Versenyző         | Versenyszám   | Eredmény  | Helyezés  | Eredmény | Helyezés |
| ----------------- | ------------- | --------- | --------- | -------- | -------- |
| Eike Onnen        | Magasugrás    | 226 cm    | 24.       | kiesett  | kiesett  |
| Mateusz Przybylko | Magasugrás    | 222 cm    | 28.       | kiesett  | kiesett  |
| Karsten Dilla     | Rúdugrás      | 530 cm    | 28.**     | kiesett  | kiesett  |
| Raphael Holzdeppe | Rúdugrás      | 545 cm    | 26.       | kiesett  | kiesett  |
| Tobias Scherbarth | Rúdugrás      | 545 cm    | 25.       | kiesett  | kiesett  |
| Alyn Camara       | Távolugrás    | 516 cm    | 30.       | kiesett  | kiesett  |
| Fabian Heinle     | Távolugrás    | 779 cm    | 18.       | kiesett  | kiesett  |
| Max Heß           | Hármasugrás   | 16,56 m   | 15.       | kiesett  | kiesett  |
| Tobias Dahm       | Súlylökés     | 19,62 m   | 22.       | kiesett  | kiesett  |
| David Storl       | Súlylökés     | 20,47 m   | 10.       | 20,64 m  | 7.       |
| Christoph Harting | Diszkoszvetés | 65,41 m   | 3.        | 68,37 m  |          |
| Robert Harting    | Diszkoszvetés | 62,21 m   | 15.       | kiesett  | kiesett  |
| Daniel Jasinski   | Diszkoszvetés | 62,83 m   | 11.       | 67,05 m  |          |
| Thomas Röhler     | Gerelyhajítás | 83,01 m   | 9.        | 90,30 m  |          |
| Johannes Vetter   | Gerelyhajítás | 85,96 m   | 2.        | 85,32 m  | 4.       |
| Julian Weber      | Gerelyhajítás | 84,46 m   | 3.        | 81,36 m  | 9.       |

| Versenyző     | Versenyszám | 100 m | 100 m | Távolugrás | Távolugrás | Súlylökés | Súlylökés | Magasugrás       | Magasugrás       | 400 m         | 400 m         | 110 m gát     | 110 m gát     | Diszkoszvetés | Diszkoszvetés | Rúdugrás      | Rúdugrás      | Gerelyhajítás | Gerelyhajítás | 1500 m        | 1500 m        | Végeredmény   | Végeredmény   |
| Versenyző     | Versenyszám | Idő   | Pont  | Eredmény   | Pont       | Eredmény  | Pont      | Eredmény         | Pont             | Idő           | Pont          | Idő           | Pont          | Eredmény      | Pont          | Eredmény      | Pont          | Eredmény      | Pont          | Idő           | Pont          | Pont          | Helyezés      |
| ------------- | ----------- | ----- | ----- | ---------- | ---------- | --------- | --------- | ---------------- | ---------------- | ------------- | ------------- | ------------- | ------------- | ------------- | ------------- | ------------- | ------------- | ------------- | ------------- | ------------- | ------------- | ------------- | ------------- |
| Arthur Abele  | Tízpróba    | 10,87 | 890   | 697 cm     | 807        | 15,03 m   | 792       | 198 cm           | 785              | 49,02         | 860           | 14,12         | 959           | 44,66 m       | 760           | 450 cm        | 760           | 64,13 m       | 800           | 4:53,07       | 600           | 8013          | 15.           |
| Rico Freimuth | Tízpróba    | 10,73 | 922   | 717 cm     | 854        | 13,27 m   | 684       | nem állt rajthoz | nem állt rajthoz | nem ért célba | nem ért célba | nem ért célba | nem ért célba | nem ért célba | nem ért célba | nem ért célba | nem ért célba | nem ért célba | nem ért célba | nem ért célba | nem ért célba | nem ért célba | nem ért célba |
| Kai Kazmirek  | Tízpróba    | 10,78 | 910   | 769 cm     | 982        | 14,20 m   | 741       | 210 cm           | 896              | 46,75         | 971           | 14,62         | 896           | 43,25 m       | 731           | 500 cm        | 910           | 64,60 m       | 807           | 4:31,25       | 736           | 8580          | 4.            |

Női
| Versenyző                                                       | Versenyszám     | Selejtező | Selejtező | Selejtező | Előfutam | Előfutam | Előfutam | Elődöntő | Elődöntő | Elődöntő | Döntő   | Döntő    |
| Versenyző                                                       | Versenyszám     | Idő       | Hely.     | Össz.     | Idő      | Hely.    | Össz.    | Idő      | Hely.    | Össz.    | Idő     | Helyezés |
| --------------------------------------------------------------- | --------------- | --------- | --------- | --------- | -------- | -------- | -------- | -------- | -------- | -------- | ------- | -------- |
| Rebekka Haase                                                   | 100 m           | kiemelt   | kiemelt   | kiemelt   | 11,47    | 5.       | 32.      | kiesett  | kiesett  | kiesett  | kiesett | kiesett  |
| Tatjana Pinto                                                   | 100 m           | kiemelt   | kiemelt   | kiemelt   | 11,31    | 2.       | 17.      | 11,32    | 7.       | 21.*     | kiesett | kiesett  |
| Nadine Gonska                                                   | 200 m           |           |           |           | 23,03    | 4.       | 31.      | kiesett  | kiesett  | kiesett  | kiesett | kiesett  |
| Gina Lückenkemper                                               | 200 m           |           |           |           | 22,80    | 3.       | 19.*     | 22,73    | 5.       | 14.      | kiesett | kiesett  |
| Lisa Mayer                                                      | 200 m           |           |           |           | 22,86    | 2.       | 21.      | 22,90    | 7.       | 19.      | kiesett | kiesett  |
| Ruth Spelmeyer                                                  | 400 m           |           |           |           | 51,43    | 3.       | 13.*     | 51,61    | 6.       | 16.      | kiesett | kiesett  |
| Christina Hering                                                | 800 m           |           |           |           | 2:01,04  | 7.       | 32.      | kiesett  | kiesett  | kiesett  | kiesett | kiesett  |
| Fabienne Kohlmann                                               | 800 m           |           |           |           | 2:05,36  | 7.       | 54.      | kiesett  | kiesett  | kiesett  | kiesett | kiesett  |
| Konstanze Klosterhalfen                                         | 1500 m          |           |           |           | 4:11,76  | 6.       | 29.      | 4:07,26  | 10.      | 16.      | kiesett | kiesett  |
| Diana Sujew                                                     | 1500 m          |           |           |           | 4:09,07  | 10.      | 18.      | 4:10,15  | 9.       | 20.      | kiesett | kiesett  |
| Pamela Dutkiewicz                                               | 100 m gát       |           |           |           | 12,90    | 3.       | 17.*     | 12,92    | 4.       | 12.      | kiesett | kiesett  |
| Nadine Hildebrand                                               | 100 m gát       |           |           |           | 12,84    | 2.       | 9.       | 12,95    | 4.       | 14.*     | kiesett | kiesett  |
| Cindy Roleder                                                   | 100 m gát       |           |           |           | 12,86    | 1.       | 12.*     | 12,69    | 3.       | 5.       | 12,74   | 5.       |
| Jackie Baumann                                                  | 400 m gát       |           |           |           | 59,04    | 6.       | 42.      | kiesett  | kiesett  | kiesett  | kiesett | kiesett  |
| Gesa Felicitas Krause                                           | 3000 m akadály  |           |           |           | 9:19,70  | 3.       | 6.       |          |          |          | 9:18,41 | 6.       |
| Sanaa Koubaa                                                    | 3000 m akadály  |           |           |           | 9:35,15  | 9.       | 27.      |          |          |          | kiesett | kiesett  |
| Maya Rehberg                                                    | 3000 m akadály  |           |           |           | 9:51,73  | 15.      | 44.      |          |          |          | kiesett | kiesett  |
| Anna Hahner                                                     | Maraton         |           |           |           |          |          |          |          |          |          | 2:45:32 | 81.      |
| Lisa Hahner                                                     | Maraton         |           |           |           |          |          |          |          |          |          | 2:45:33 | 82.      |
| Anja Scherl                                                     | Maraton         |           |           |           |          |          |          |          |          |          | 2:37:23 | 44.      |
| Tatjana Pinto Lisa Mayer Gina Lückenkemper Rebekka Haase        | 4 × 100 m váltó |           |           |           | 42,18    | 1.       | 4.       |          |          |          | 42,10   | 4.       |
| Laura Müller Friederike Möhlenkamp Lara Hoffmann Ruth Spelmeyer | 4 × 400 m váltó |           |           |           | 3:26,02  | 5.       | 9.       |          |          |          | kiesett | kiesett  |

| Versenyző                  | Versenyszám   | Selejtező | Selejtező | Döntő    | Döntő    |
| Versenyző                  | Versenyszám   | Eredmény  | Helyezés  | Eredmény | Helyezés |
| -------------------------- | ------------- | --------- | --------- | -------- | -------- |
| Marie-Laurence Jungfleisch | Magasugrás    | 194 cm    | 12.       | 193 cm   | 7.*      |
| Annika Roloff              | Rúdugrás      | 445 cm    | 21.*      | kiesett  | kiesett  |
| Elizaveta Ryzih            | Rúdugrás      | 460 cm    | 2.**      | 450 cm   | 10.      |
| Martina Strutz             | Rúdugrás      | 460 cm    | 7.        | 460 cm   | 9.       |
| Malaika Mihambo            | Távolugrás    | 682 cm    | 2.        | 695 cm   | 4.       |
| Sostene Moguenara          | Távolugrás    | 655 cm    | 11.       | 661 cm   | 10.      |
| Alexandra Wester           | Távolugrás    | 598 cm    | 34.       | kiesett  | kiesett  |
| Jenny Elbe                 | Hármasugrás   | 14,02 m   | 13.       | kiesett  | kiesett  |
| Kristin Gierisch           | Hármasugrás   | 14,26 m   | 4.        | 13,96 m  | 11.      |
| Sara Gambetta              | Súlylökés     | 17,24 m   | 20.       | kiesett  | kiesett  |
| Christina Schwanitz        | Súlylökés     | 19,18 m   | 2.        | 19,03 m  | 6.       |
| Lena Urbaniak              | Súlylökés     | 16,62 m   | 30.       | kiesett  | kiesett  |
| Shanice Craft              | Diszkoszvetés | 60,23 m   | 12.       | 59,85 m  | 11.      |
| Julia Fischer              | Diszkoszvetés | 61,83 m   | 9.        | 62,67 m  | 9.       |
| Nadine Müller              | Diszkoszvetés | 63,67 m   | 5.        | 63,13 m  | 6.       |
| Betty Heidler              | Kalapácsvetés | 71,17 m   | 6.        | 73,71 m  | 4.       |
| Kathrin Klaas              | Kalapácsvetés | 67,92 m   | 18.       | kiesett  | kiesett  |
| Charlene Woitha            | Kalapácsvetés | 62,50 m   | 29.       | kiesett  | kiesett  |
| Christin Hussong           | Gerelyhajítás | 62,17 m   | 11.       | 57,70 m  | 12.      |
| Christina Obergföll        | Gerelyhajítás | 62,18 m   | 10.       | 62,92 m  | 8.       |
| Linda Stahl                | Gerelyhajítás | 63,95 m   | 4.        | 59,71 m  | 11.      |

| Versenyző       | Versenyszám | 100 m gát | 100 m gát | Magasugrás | Magasugrás | Súlylökés | Súlylökés | 200 m | 200 m | Távolugrás | Távolugrás | Gerelyhajítás | Gerelyhajítás | 800 m   | 800 m | Végeredmény | Végeredmény |
| Versenyző       | Versenyszám | Idő       | Pont      | Eredmény   | Pont       | Eredmény  | Pont      | Idő   | Pont  | Eredmény   | Pont       | Eredmény      | Pont          | Idő     | Pont  | Pont        | Helyezés    |
| --------------- | ----------- | --------- | --------- | ---------- | ---------- | --------- | --------- | ----- | ----- | ---------- | ---------- | ------------- | ------------- | ------- | ----- | ----------- | ----------- |
| Jennifer Oeser  | Hétpróba    | 13,69     | 1023      | 186 cm     | 1054       | 14,28 m   | 813       | 24,99 | 888   | 619 cm     | 908        | 47,22 m       | 806           | 2:13,82 | 909   | 6401        | 9.          |
| Claudia Rath    | Hétpróba    | 13,63     | 1031      | 174 cm     | 903        | 12,83 m   | 716       | 24,48 | 935   | 655 cm     | 1023       | 39,39 m       | 656           | 2:07,22 | 1006  | 6270        | 14.         |
| Carolin Schäfer | Hétpróba    | 13,12     | 1106      | 183 cm     | 1016       | 14,57 m   | 832       | 23,99 | 982   | 620 cm     | 912        | 47,99 m       | 821           | 2:16,52 | 871   | 6540        | 5.          |

* - egy másik versenyzővel azonos eredményt ért el

** - két másik versenyzővel azonos eredményt ért el

## Birkózás

### Férfi
Kötöttfogású
| Versenyző     | Versenyszám | Selejtező                       | Nyolcaddöntő                     | Negyeddöntő                     | Elődöntő                 | Vigaszág első kör          | Vigaszág elődöntő               | Bronz- mérkőzés                      | Döntő             | Helyezés |
| Versenyző     | Versenyszám | Ellenfél Eredmény               | Ellenfél Eredmény                | Ellenfél Eredmény               | Ellenfél Eredmény        | Ellenfél Eredmény          | Ellenfél Eredmény               | Ellenfél Eredmény                    | Ellenfél Eredmény | Helyezés |
| ------------- | ----------- | ------------------------------- | -------------------------------- | ------------------------------- | ------------------------ | -------------------------- | ------------------------------- | ------------------------------------ | ----------------- | -------- |
| Frank Stäbler | 66 kg       | erőnyerő                        | Edgaras Venckaitis (LTU) · 3–2   | Davor Štefanek (SRB) · 2–6      |                          | Tomohiro Inoue (JPN) · 2–2 | kiesett                         | kiesett                              |                   | 7.       |
| Denis Kudla   | 85 kg       | Zsanarbek Kenzsejev (KGZ) · 2–0 | Roberti Kobliashvili (GEO) · 1–1 | Davit Chakvetadze (RUS) · 0–8   |                          |                            | Habibollah Akhlaghi (IRI) · 1–1 | Lőrincz Viktor (HUN) · 3–3           |                   |          |
| Eduard Popp   | 130 kg      | erőnyerő                        | Nurmahan Tinalijev (KAZ) · 1–0   | Bashir Babajanzadeh (IRI) · 3–1 | Rıza Kayaalp (TUR) · 0–8 |                            |                                 | Sabah Shariati (AZE) · 0–5 kétvállas |                   | 5.       |

### Női
Szabadfogású
| Versenyző           | Versenyszám | Selejtező                      | Nyolcaddöntő            | Negyeddöntő                | Elődöntő          | Vigaszág első kör                         | Vigaszág elődöntő                           | Bronz- mérkőzés   | Döntő             | Helyezés |
| Versenyző           | Versenyszám | Ellenfél Eredmény              | Ellenfél Eredmény       | Ellenfél Eredmény          | Ellenfél Eredmény | Ellenfél Eredmény                         | Ellenfél Eredmény                           | Ellenfél Eredmény | Ellenfél Eredmény | Helyezés |
| ------------------- | ----------- | ------------------------------ | ----------------------- | -------------------------- | ----------------- | ----------------------------------------- | ------------------------------------------- | ----------------- | ----------------- | -------- |
| Nina Hemmer         | 53 kg       | Zhong Xuechun (CHN) · 1–6      | kiesett                 | kiesett                    | kiesett           | kiesett                                   | kiesett                                     | kiesett           | kiesett           | 14.      |
| Luisa Niemesch      | 58 kg       | Valerija Zsolobova (RUS) · 0–9 |                         |                            |                   | Pürevdorjiin Orkhon (MGL) · 0–7 kétvállas | kiesett                                     | kiesett           |                   | 20.      |
| Aline Rotter-Focken | 69 kg       | erőnyerő                       | Zhou Feng (CHN) · 11–3  | Jenny Fransson (SWE) · 1–9 | kiesett           | kiesett                                   | kiesett                                     | kiesett           | kiesett           | 9.       |
| Maria Selmaier      | 75 kg       | erőnyerő                       | Erica Wiebe (CAN) · 0–5 |                            |                   |                                           | Csang Feng-liu (Zhang Fengliu) (CHN) · 0–10 | kiesett           |                   | 18.      |

## Cselgáncs
Férfi
| Versenyző         | Versenyszám  | Selejtező         | 32-es főtábla                            | Nyolcaddöntő                         | Negyeddöntő                          | Elődöntő          | Vigaszág elődöntő                     | Bronz- mérkőzés                     | Döntő             | Helyezés |
| Versenyző         | Versenyszám  | Ellenfél Eredmény | Ellenfél Eredmény                        | Ellenfél Eredmény                    | Ellenfél Eredmény                    | Ellenfél Eredmény | Ellenfél Eredmény                     | Ellenfél Eredmény                   | Ellenfél Eredmény | Helyezés |
| ----------------- | ------------ | ----------------- | ---------------------------------------- | ------------------------------------ | ------------------------------------ | ----------------- | ------------------------------------- | ----------------------------------- | ----------------- | -------- |
| Tobias Englmaier  | Légsúly      | erőnyerő          | Francisco Garrigós (ESP) · 001(3)-000(1) | Felipe Kitadai (BRA) · 000(1)–001(2) | kiesett                              | kiesett           |                                       |                                     |                   | 9.       |
| Sebastian Seidl   | Harmatsúly   | erőnyerő          | Fabio Basile (ITA) · 000(0)–100(0)       | kiesett                              | kiesett                              | kiesett           |                                       |                                     |                   | 17.      |
| Igor Wandtke      | Könnyűsúly   | erőnyerő          | Josue Deprez (HAI) · 000(0)-000(1)       | Sagi Muki (ISR) · 000(2)–010(3)      | kiesett                              | kiesett           |                                       |                                     |                   | 9.       |
| Sven Maresch      | Váltósúly    | erőnyerő          | Sergiu Toma (UAE) · 000(4)–101(2)        | kiesett                              | kiesett                              | kiesett           |                                       |                                     |                   | 17.      |
| Marc Odenthal     | Középsúly    | erőnyerő          | Baker Masú (JPN) · 000(0)–100(0)         | kiesett                              | kiesett                              | kiesett           |                                       |                                     |                   | 17.      |
| Karl-Richard Frey | Félnehézsúly | erőnyerő          | Cirjenics Miklós (HUN) · 100(0)-000(0)   | Yan Naing Soe (MYA) · 100(0)-000(0)  | Artem Blosenko (UKR) · 000(0)–011(2) |                   | Ramadan Darwish (EGY) · 100(1)-000(1) | Cyrille Maret (FRA) · 000(0)–100(0) |                   | 5.       |
| André Breitbarth  | Nehézsúly    |                   | Jurij Krakoveckij (KGZ) · 000(1)–100(1)  | kiesett                              | kiesett                              | kiesett           |                                       |                                     |                   | 17.      |

Női
| Versenyző         | Versenyszám  | Selejtező                                  | Nyolcaddöntő                           | Negyeddöntő                           | Elődöntő                               | Vigaszág elődöntő                    | Bronz- mérkőzés                        | Döntő             | Helyezés |
| Versenyző         | Versenyszám  | Ellenfél Eredmény                          | Ellenfél Eredmény                      | Ellenfél Eredmény                     | Ellenfél Eredmény                      | Ellenfél Eredmény                    | Ellenfél Eredmény                      | Ellenfél Eredmény | Helyezés |
| ----------------- | ------------ | ------------------------------------------ | -------------------------------------- | ------------------------------------- | -------------------------------------- | ------------------------------------ | -------------------------------------- | ----------------- | -------- |
| Mareen Kräh       | Harmatsúly   | Darya Skrypnik (BLR) · 011(2)-001(2)       | Odette Giuffrida (ITA) · 000(1)–001(3) | kiesett                               | kiesett                                |                                      |                                        |                   | 9.       |
| Miryam Roper      | Könnyűsúly   | Rafaela Silva (BRA) · 000(0)–100(0)        | kiesett                                | kiesett                               | kiesett                                |                                      |                                        |                   | 17.      |
| Martyna Trajdos   | Váltósúly    | erőnyerő                                   | Mariana Silva (BRA) · 000(3)–000(1)    | kiesett                               | kiesett                                |                                      |                                        |                   | 9.       |
| Laura Vargas Koch | Középsúly    | erőnyerő                                   | Antónia Moreira (ANG) · 100(0)-000(0)  | Bernadette Graf (AUT) · 100(0)-000(0) | Tacsimoto Haruka (JPN) · 000(0)–010(2) |                                      | María Bernabéu (ESP) · 010(0)-000(0)   |                   |          |
| Luise Malzahn     | Félnehézsúly | erőnyerő                                   | Daria Pogorzelec (POL) · 000(1)-000(2) | Mayra Aguiar (BRA) · 000(1)–000(0)    |                                        | Natalie Powell (GBR) · 100(1)-000(0) | Anamari Velenšek (SLO) · 000(1)–100(0) |                   | 5.       |
| Jasmin Grabowski  | Nehézsúly    | Kszenyija Csibiszova (RUS) · 000(4)–101(1) | kiesett                                | kiesett                               | kiesett                                |                                      |                                        |                   | 17.      |

## Evezés
Férfi
| Versenyző | Versenyszám                          | Előfutam | Előfutam | Vigaszág | Vigaszág | Elődöntő | Elődöntő | Elődöntő | Döntő | Döntő   | Döntő | Helyezés |
| Versenyző | Versenyszám                          | Idő      | Hely.    | Idő      | Hely.    | Típus    | Idő      | Hely.    | Típus | Idő     | Hely. | Helyezés |
| --- | ------------------------------------ | -------- | -------- | -------- | -------- | -------- | -------- | -------- | ----- | ------- | ----- | -------- |
| Marcel Hacker Stephan Krüger | Kétpárevezős                         | 6:31,85  | 3.       | erőnyerő | erőnyerő | A/B      | 6:18,32  | 4.       | B     | 6:58,86 | 2.    | 8.       |
| Moritz Moos Jason Osborne | Könnyűsúlyú kétpárevezős             | 6:40,48  | 4.       | 7:05,36  | 1.       | A/B      | 6:59,28  | 5.       | B     | 6:32,30 | 3.    | 9.       |
| Philipp Wende Lauritz Schoof Karl Schulze Hans Gruhne                                                                                                   | Négypárevezős                        | 5:53,63  | 3.       | 5:51,43  | 1.       |          |          |          | A     | 6:06,81 | 1.    |          |
| Maximilian Korge Max Planer Anton Braun Felix Wimberger                                                                                                 | Kormányos nélküli négyes             | 5:59,74  | 2.       | erőnyerő | erőnyerő | A/B      | 6:35,90  | 6.       | B     | 6:06,24 | 6.    | 12.      |
| Jonathan Koch Lars Wichert Tobias Franzmann Lucas Schäfer                                                                                               | Könnyűsúlyú kormányos nélküli négyes | 6:14,87  | 4.       | 6:03,29  | 2.       | A/B      | 6:18,43  | 6.       | B     | 6:35,83 | 3.    | 9.       |
| Maximilian Munski Malte Jakschik Andreas Kuffner Eric Johannesen Maximilian Reinelt Felix Drahotta Richard Schmidt Hannes Ocik Martin Sauer (kormányos) | Nyolcas                              | 5:38,22  | 1.       | erőnyerő | erőnyerő |          |          |          | A     | 5:30,96 | 2.    |          |

Női
| Versenyző                                             | Versenyszám              | Előfutam | Előfutam | Vigaszág | Vigaszág | Elődöntő | Elődöntő | Elődöntő | Döntő | Döntő   | Döntő | Helyezés |
| Versenyző                                             | Versenyszám              | Idő      | Hely.    | Idő      | Hely.    | Típus    | Idő      | Hely.    | Típus | Idő     | Hely. | Helyezés |
| ----------------------------------------------------- | ------------------------ | -------- | -------- | -------- | -------- | -------- | -------- | -------- | ----- | ------- | ----- | -------- |
| Marie-Cathérine Arnold Mareike Adams                  | Kétpárevezős             | 7:13,49  | 4.       | 7:00,54  | 1.       | A/B      | 7:58,70  | 5.       | B     | 7:39,82 | 1.    | 7.       |
| Fini Sturm Marie-Louise Dräger                        | Könnyűsúlyú kétpárevezős | 7:11,08  | 3.       | 8:02,28  | 2.       | A/B      | 8:33,21  | 6.       | B     | 7:32,73 | 5.    | 11.      |
| Kerstin Hartmann Kathrin Marchand                     | Kormányos nélküli kettes | 7:17,98  | 3.       | erőnyerő | erőnyerő | A/B      | 7:39,79  | 5.       | B     | 7:18,57 | 2.    | 8.       |
| Annekatrin Thiele Carina Bär Julia Lier Lisa Schmidla | Négypárevezős            | 6:30,86  | 1.       | erőnyerő | erőnyerő |          |          |          | A     | 6:49,39 | 1.    |          |

## Golf
| Versenyző       | Versenyszám  | 1. forduló | 1. forduló | 2. forduló | 2. forduló | 3. forduló | 3. forduló | 4. forduló | 4. forduló | Összesen | Összesen | Összesen |
| Versenyző       | Versenyszám  | Pont       | Par        | Pont       | Par        | Pont       | Par        | Pont       | Par        | Pontszám | Par      | Helyezés |
| --------------- | ------------ | ---------- | ---------- | ---------- | ---------- | ---------- | ---------- | ---------- | ---------- | -------- | -------- | -------- |
| Alex Čejka      | Férfi egyéni | 67         | −4         | 71         | 0          | 74         | +3         | 69         | −2         | 281      | −3       | 21.      |
| Martin Kaymer   | Férfi egyéni | 69         | −2         | 72         | +1         | 72         | +1         | 66         | −5         | 279      | −5       | 15.      |
| Sandra Gal      | Női egyéni   | 71         | 0          | 74         | +3         | 69         | −2         | 69         | −2         | 283      | −1       | 25.      |
| Caroline Masson | Női egyéni   | 69         | −2         | 69         | −2         | 75         | +4         | 69         | −2         | 282      | −2       | 21.      |

## Gyeplabda

### Férfi
| Német férfi gyeplabdacsapat-játékoskeret                                                                                         | Német férfi gyeplabdacsapat-játékoskeret                                                                                                   |
| --- | --- |
| - Linus Butt - Florian Fuchs - Mortiz Fürste - Mats Grambusch - Tom Grambusch - Martin Häner (C) - Tobias Hauke - Timm Herzbruch | - Nicolas Jacobi - Mathias Müller - Timur Oruz - Christopher Rühr - Moritz Trompertz - Niklas Wellen - Christopher Wesley - Martin Zwicker |

#### Eredmények
Csoportkör
B csoport
| Csapat            | M | Gy | D | V | G+ | G– | Gk  | P  |
| ----------------- | - | -- | - | - | -- | -- | --- | -- |
| Németország (GER) | 5 | 4  | 1 | 0 | 17 | 10 | +7  | 13 |
| Hollandia (NED)   | 5 | 3  | 1 | 1 | 18 | 6  | +12 | 10 |
| Argentína (ARG)   | 5 | 2  | 2 | 1 | 14 | 12 | +2  | 8  |
| India (IND)       | 5 | 2  | 1 | 2 | 9  | 9  | 0   | 7  |
| Írország (IRL)    | 5 | 1  | 0 | 4 | 10 | 16 | –6  | 3  |
| Kanada (CAN)      | 5 | 0  | 1 | 4 | 7  | 22 | –15 | 1  |

| 2016. augusztus 6. 18:00 (23:00) | Kanada (CAN)              | 2–6         | Németország (GER)                                       | Játékvezetők: Marcelo Servetto (ESP) Simon Taylor (NZL) |
| 2016. augusztus 6. 18:00 (23:00) | Pearson 11' · Pereira 39' | Jegyzőkönyv | Fürste 4', 33' · Wellen 6', 46' · Müller 14' · Butt 26' | Játékvezetők: Marcelo Servetto (ESP) Simon Taylor (NZL) |

| 2016. augusztus 8. 11:00 (16:00) | Németország (GER)     | 2–1         | India (IND)   | Játékvezetők: Tim Pullman (AUS) Martin Madden (GBR) |
| 2016. augusztus 8. 11:00 (16:00) | Wellen 18' · Rühr 60' | Jegyzőkönyv | Ru. Singh 23' | Játékvezetők: Tim Pullman (AUS) Martin Madden (GBR) |

| 2016. augusztus 9. 12:30 (17:30) | Németország (GER)             | 3–2         | Írország (IRL)          | Játékvezetők: Marcelo Servetto (ESP) Lim Hong Zhen (SIN) |
| 2016. augusztus 9. 12:30 (17:30) | Fürste 13', 38' · Zwicker 42' | Jegyzőkönyv | Magee 26' · Darling 59' | Játékvezetők: Marcelo Servetto (ESP) Lim Hong Zhen (SIN) |

| 2016. augusztus 11. 12:30 (17:30) | Argentína (ARG)                                 | 4–4         | Németország (GER)                                       | Játékvezetők: Adam Kearns (AUS) Paco Vázquez (ESP) |
| 2016. augusztus 11. 12:30 (17:30) | Vila 4' · Ibarra 29' · Peillat 48' · M. Rey 57' | Jegyzőkönyv | Herzbruch 15' · Wesley 24' · Grambusch 28' · Müller 60' | Játékvezetők: Adam Kearns (AUS) Paco Vázquez (ESP) |

| 2016. augusztus 12. 13:30 (18:30) | Németország (GER)        | 2–1         | Hollandia (NED) | Játékvezetők: Murray Grime (AUS) Marcelo Servetto (ESP) |
| 2016. augusztus 12. 13:30 (18:30) | Fuchs 7' · Grambusch 33' | Jegyzőkönyv | Van Ass 44'     | Játékvezetők: Murray Grime (AUS) Marcelo Servetto (ESP) |

Negyeddöntő
| 2016. augusztus 14. 20:30 (01:30) | Németország (GER)           | 3–2         | Új-Zéland (NZL)           | Játékvezetők: Marcelo Servetto (ESP) Murray Grime (AUS) |
| 2016. augusztus 14. 20:30 (01:30) | Fürste 56', 60' · Fuchs 60' | Jegyzőkönyv | Inglis 18' · McAleese 49' | Játékvezetők: Marcelo Servetto (ESP) Murray Grime (AUS) |

Elődöntő
| 2016. augusztus 16. 12:00 (17:00) | Argentína (ARG)                              | 5–2         | Németország (GER)     | Játékvezetők: Marcin Grochal (POL) John Wright (RSA) |
| 2016. augusztus 16. 12:00 (17:00) | Peillat 9', 12', 28' · Menini 36' · Vila 47' | Jegyzőkönyv | Fürste 51' · Rühr 58' | Játékvezetők: Marcin Grochal (POL) John Wright (RSA) |

Bronzmérkőzés
| 2016. augusztus 18. 12:00 (17:00) | Hollandia (NED)                              | 1–1         | Németország (GER)                 | Játékvezetők: Marcelo Servetto (ESP) Martin Madden (GBR) |
| 2016. augusztus 18. 12:00 (17:00) | Croon 35'                                    | Jegyzőkönyv | M. Grambusch 42'                  | Játékvezetők: Marcelo Servetto (ESP) Martin Madden (GBR) |
| 2016. augusztus 18. 12:00 (17:00) | Büntetőpárbaj:                               |             |                                   | Játékvezetők: Marcelo Servetto (ESP) Martin Madden (GBR) |
| 2016. augusztus 18. 12:00 (17:00) | Bakker Kemperman Hertzberger Van Ass De Wijn | 3–4         | Hauke M. Grambusch Herzbruch Butt | Játékvezetők: Marcelo Servetto (ESP) Martin Madden (GBR) |

| Csapat            | Helyezés |
| ----------------- | -------- |
| Németország (GER) |          |

### Női
| Német női gyeplabdacsapat-játékoskeret | Német női gyeplabdacsapat-játékoskeret |
| --- | --- |
| - Lisa Altenburg - Franzisca Hauke - Hannah Krüger - Nike Lorenz - Marie Mävers - Julia Müller - Janne Müller-Wieland - Pia-Sophie Oldhafer - Selin Oruz | - Katharina Otte - Cécile Pieper - Kristina Reynolds - Anne Schröder - Lisa Schütze - Annika Sprink - Charlotte Stapenhorst - Jana Teschke |

#### Eredmények
Csoportkör
A csoport
| Csapat              | M | Gy | D | V | G+ | G– | Gk  | P  |
| ------------------- | - | -- | - | - | -- | -- | --- | -- |
| Hollandia (NED)     | 5 | 4  | 1 | 0 | 13 | 1  | +12 | 13 |
| Új-Zéland (NZL)     | 5 | 3  | 1 | 1 | 11 | 5  | +6  | 10 |
| Németország (GER)   | 5 | 2  | 1 | 2 | 6  | 6  | 0   | 7  |
| Spanyolország (ESP) | 5 | 2  | 0 | 3 | 6  | 12 | –6  | 6  |
| Kína (CHN)          | 5 | 1  | 2 | 2 | 3  | 5  | –2  | 5  |
| Dél-Korea (KOR)     | 5 | 0  | 1 | 4 | 3  | 13 | –10 | 1  |

| 2016. augusztus 7. 13:30 (18:30) | Kína (CHN) | 1–1         | Németország (GER) | Játékvezetők: Melissa Trivic (AUS) Sarah Wilson (GBR) |
| 2016. augusztus 7. 13:30 (18:30) | Peng 28'   | Jegyzőkönyv | Altenburg 5'      | Játékvezetők: Melissa Trivic (AUS) Sarah Wilson (GBR) |

| 2016. augusztus 8. 13:30 (18:30) | Új-Zéland (NZL) | 1–2         | Németország (GER)           | Játékvezetők: Soledad Iparraguiree (ARG) Miao Lin (CHN) |
| 2016. augusztus 8. 13:30 (18:30) | Webster 10'     | Jegyzőkönyv | Oldhafer 22' · Schröder 44' | Játékvezetők: Soledad Iparraguiree (ARG) Miao Lin (CHN) |

| 2016. augusztus 10. 12:30 (17:30) | Németország (GER)          | 2–0         | Dél-Korea (KOR) | Játékvezetők: Michelle Joubert (RSA) Kylie Seymour (AUS) |
| 2016. augusztus 10. 12:30 (17:30) | Krüger 55' · Altenburg 59' | Jegyzőkönyv |                 | Játékvezetők: Michelle Joubert (RSA) Kylie Seymour (AUS) |

| 2016. augusztus 11. 17:00 (22:00) | Németország (GER) | 1–2         | Spanyolország (ESP)        | Játékvezetők: Fanneke Alkemade (NED) Miao Lin (CHN) |
| 2016. augusztus 11. 17:00 (22:00) | Schütze 21'       | Jegyzőkönyv | Guinea 9' · Salvatella 11' | Játékvezetők: Fanneke Alkemade (NED) Miao Lin (CHN) |

| 2016. augusztus 13. 12:30 (17:30) | Hollandia (NED)            | 2–0         | Németország (GER) | Játékvezetők: Soledad Iparraguirre (ARG) Melissa Trivic (AUS) |
| 2016. augusztus 13. 12:30 (17:30) | De Waard 5' · Van Male 44' | Jegyzőkönyv |                   | Játékvezetők: Soledad Iparraguirre (ARG) Melissa Trivic (AUS) |

Negyeddöntő
| 2016. augusztus 15. 12:30 (17:30) | Egyesült Államok (USA) | 1–2         | Németország (GER)    | Játékvezetők: Carolina de la Fuente (ARG) Miao Lin (CHN) |
| 2016. augusztus 15. 12:30 (17:30) | Falgowski 57'          | Jegyzőkönyv | Mävers 8' · Hahn 14' | Játékvezetők: Carolina de la Fuente (ARG) Miao Lin (CHN) |

Elődöntő
| 2016. augusztus 13. 12:30 (17:30) | Hollandia (NED)            | 2–0         | Németország (GER) | Játékvezetők: Soledad Iparraguirre (ARG) Melissa Trivic (AUS) |
| 2016. augusztus 13. 12:30 (17:30) | De Waard 5' · Van Male 44' | Jegyzőkönyv |                   | Játékvezetők: Soledad Iparraguirre (ARG) Melissa Trivic (AUS) |

Bronzmérkőzés
| 2016. augusztus 19. 12:00 (17:00) | Németország (GER)             | 2–1         | Új-Zéland (NZL) | Játékvezetők: Irene Presenqui (ARG) Sarah Wilson (GBR) |
| 2016. augusztus 19. 12:00 (17:00) | Stapenhorst 34' · Schütze 38' | Jegyzőkönyv | Merry 45+'      | Játékvezetők: Irene Presenqui (ARG) Sarah Wilson (GBR) |

| Csapat            | Helyezés |
| ----------------- | -------- |
| Németország (GER) |          |

## Íjászat
Férfi
| Versenyző     | Versenyszám | Selejtező | Selejtező | 64-es főtábla                  | 32-es főtábla                          | Nyolcaddöntő                              | Negyeddöntő       | Elődöntő          | Döntő             | Helyezés |
| Versenyző     | Versenyszám | Pont      | Kiemelés  | Ellenfél Eredmény              | Ellenfél Eredmény                      | Ellenfél Eredmény                         | Ellenfél Eredmény | Ellenfél Eredmény | Ellenfél Eredmény | Helyezés |
| ------------- | ----------- | --------- | --------- | ------------------------------ | -------------------------------------- | ----------------------------------------- | ----------------- | ----------------- | ----------------- | -------- |
| Florian Floto | Egyéni      | 677       | 11.       | Samuli Piippo (FIN)(54.) · 6-0 | Mohamad Khairul Anuar (MAS)(22.) · 6-4 | Ku Boncshan (Ku Bon-chan) (KOR)(6.) · 4-6 | kiesett           | kiesett           | kiesett           | 9.       |

Női
| Versenyző  | Versenyszám | Selejtező | Selejtező | 64-es főtábla                 | 32-es főtábla                     | Nyolcaddöntő                       | Negyeddöntő                               | Elődöntő                           | Döntő                                          | Helyezés |
| Versenyző  | Versenyszám | Pont      | Kiemelés  | Ellenfél Eredmény             | Ellenfél Eredmény                 | Ellenfél Eredmény                  | Ellenfél Eredmény                         | Ellenfél Eredmény                  | Ellenfél Eredmény                              | Helyezés |
| ---------- | ----------- | --------- | --------- | ----------------------------- | --------------------------------- | ---------------------------------- | ----------------------------------------- | ---------------------------------- | ---------------------------------------------- | -------- |
| Lisa Unruh | Egyéni      | 640       | 21.       | Leidys Brito (VEN)(44.) · 6-4 | Gabriela Bayardo (MEX)(12.) · 6-4 | Cao Huj (Cao Hui) (CHN)(28.) · 6-2 | Tan Ja-ting (Tan Ya-Ting) (TPE)(4.) · 6-5 | Alejandra Valencia (MEX)(8.) · 6-2 | Csang Hjedzsin (Chang Hye-jin) (KOR)(2.) · 2-6 |          |

## Kajak-kenu

### Gyorsasági
Férfi
| Versenyző                                           | Versenyszám         | Előfutam | Előfutam | Előfutam | Elődöntő | Elődöntő | Elődöntő | Döntő   | Döntő    | Döntő    | Helyezés |
| Versenyző                                           | Versenyszám         | Idő      | Hely.    | Össz.    | Idő      | Hely.    | Össz.    | Típus   | Idő      | Helyezés | Helyezés |
| --------------------------------------------------- | ------------------- | -------- | -------- | -------- | -------- | -------- | -------- | ------- | -------- | -------- | -------- |
| Ronald Rauhe                                        | Kajak egyes 200 m   | 34,350   | 1.       | 3.       | 34,180   | 2.       | 2.       | A       | 35,662   | 3.*      |          |
| Max Hoff                                            | Kajak egyes 1000 m  | 3:33,585 | 2.       | 2.       | 3:36,136 | 2.       | 6.       | A       | 3:37,581 | 7.       | 7.       |
| Ronald Rauhe Tom Liebscher                          | Kajak kettes 200 m  | 31,572   | 4.       | 5.       | 32,061   | 2.       | 2.       | A       | 32,488   | 5.       | 5.       |
| Max Rendschmidt Marcus Gross                        | Kajak kettes 1000 m | 3:19,258 | 1.       | 2.       | erőnyerő | erőnyerő | erőnyerő | A       | 3:10,781 | 1.       |          |
| Max Rendschmidt Tom Liebscher Max Hoff Marcus Gross | Kajak négyes 1000 m | 2:52,836 | 1.       | 2.       | erőnyerő | erőnyerő | erőnyerő | A       | 3:02,143 | 1.       |          |
| Stefan Kiraj                                        | Kenu egyes 200 m    | 41,198   | 5.       | 12.      | 43,171   | 6.       | 19.      | kiesett | kiesett  | kiesett  | 19.      |
| Sebastian Brendel                                   | Kenu egyes 1000 m   | 3:58,044 | 1.       | 1.       | erőnyerő | erőnyerő | erőnyerő | A       | 3:56,926 | 1.       |          |
| Sebastian Brendel Jan Vandrey                       | Kenu kettes 1000 m  | 3:33,482 | 1.       | 2.       | erőnyerő | erőnyerő | erőnyerő | A       | 3:43,912 | 1.       |          |

Női
| Versenyző                                                      | Versenyszám        | Előfutam | Előfutam | Előfutam | Elődöntő | Elődöntő | Elődöntő | Döntő   | Döntő    | Döntő    | Helyezés |
| Versenyző                                                      | Versenyszám        | Idő      | Hely.    | Össz.    | Idő      | Hely.    | Össz.    | Típus   | Idő      | Helyezés | Helyezés |
| -------------------------------------------------------------- | ------------------ | -------- | -------- | -------- | -------- | -------- | -------- | ------- | -------- | -------- | -------- |
| Conny Wassmuth                                                 | Kajak egyes 200 m  | 41,972   | 5.       | 17.      | 41,725   | 6.       | 17.      | kiesett | kiesett  | kiesett  | 17.      |
| Franziska Weber                                                | Kajak egyes 500 m  | 1:56,601 | 4.       | 18.      | 1:56,515 | 1.       | 6.       | A       | 1:54,553 | 5.       | 5.       |
| Franziska Weber Tina Dietze                                    | Kajak kettes 500 m | 1:42,184 | 2.       | 2.       | erőnyerő | erőnyerő | erőnyerő | A       | 1:43,738 | 2.       |          |
| Sabrina Hering Franziska Weber Steffi Kriegerstein Tina Dietze | Kajak négyes 500 m | 1:33,185 | 3.       | 5.       | 1:34,710 | 1.       | 1.       | A       | 1:32,383 | 2.       |          |

* - egy másik versenyzővel azonos eredményt ért el

### Szlalom
Férfi
| Versenyző               | Versenyszám | Selejtező | Selejtező | Selejtező | Selejtező | Selejtező     | Selejtező     | Elődöntő | Elődöntő | Döntő  | Döntő    |
| Versenyző               | Versenyszám | 1. futam  | 1. futam  | 2. futam  | 2. futam  | Jobb eredmény | Jobb eredmény | Elődöntő | Elődöntő | Döntő  | Döntő    |
| Versenyző               | Versenyszám | Pont      | Hely.     | Pont      | Hely.     | Pont          | Hely.         | Pont     | Hely.    | Pont   | Helyezés |
| ----------------------- | ----------- | --------- | --------- | --------- | --------- | ------------- | ------------- | -------- | -------- | ------ | -------- |
| Hannes Aigner           | Kajak egyes | 90,33     | 7.        | 87,31     | 2.        | 87,31         | 3.            | 91,87    | 6.       | 89,02  | 4.       |
| Sideris Tasiadis        | Kenu egyes  | 100,47    | 9.        | 92,23     | 1.        | 92,23         | 1.            | 95,63    | 1.       | 97,90  | 5.       |
| Franz Anton Jan Benzien | Kenu kettes | 103,43    | 4.        | 114,35    | 8.        | 103,43        | 5.            | 107,93   | 1.       | 103,58 | 4.       |

Női
| Versenyző       | Versenyszám | Selejtező | Selejtező | Selejtező | Selejtező | Selejtező     | Selejtező     | Elődöntő | Elődöntő | Döntő  | Döntő    |
| Versenyző       | Versenyszám | 1. futam  | 1. futam  | 2. futam  | 2. futam  | Jobb eredmény | Jobb eredmény | Elődöntő | Elődöntő | Döntő  | Döntő    |
| Versenyző       | Versenyszám | Pont      | Hely.     | Pont      | Hely.     | Pont          | Hely.         | Pont     | Hely.    | Pont   | Helyezés |
| --------------- | ----------- | --------- | --------- | --------- | --------- | ------------- | ------------- | -------- | -------- | ------ | -------- |
| Melanie Pfeifer | Kajak egyes | 115,60    | 15.       | 107,30    | 12.       | 107,30        | 14.           | 108,58   | 10.      | 106,89 | 7.       |

## Kerékpározás

### BMX
| Versenyző      | Versenyszám | Selejtező | Selejtező | Negyeddöntő | Negyeddöntő | Elődöntő | Elődöntő | Döntő   | Döntő    | Helyezés |
| Versenyző      | Versenyszám | Idő       | Helyezés  | Pont        | Helyezés    | Pont     | Helyezés | Idő     | Helyezés | Helyezés |
| -------------- | ----------- | --------- | --------- | ----------- | ----------- | -------- | -------- | ------- | -------- | -------- |
| Luis Brethauer | Férfi       | 35,379    | 15.       | 7           | 2.          | 23       | 8.       | kiesett | kiesett  | 15.      |
| Nadja Pries    | Női         | 37,152    | 14.       |             |             | 19       | 7.       | kiesett | kiesett  | 14.      |

### Hegyi-kerékpározás
| Versenyző     | Versenyszám        | Idő     | Helyezés |
| ------------- | ------------------ | ------- | -------- |
| Manuel Fumic  | Férfi terepverseny | 1:37:39 | 13.      |
| Moritz Milatz | Férfi terepverseny | 1:43:14 | 28.      |
| Helen Grobert | Női terepverseny   | 1:34:08 | 12.      |
| Sabine Spitz  | Női terepverseny   | 1:39:16 | 19.      |

### Országúti kerékpározás
Férfi
| Versenyző        | Versenyszám   | Idő             | Helyezés      |
| ---------------- | ------------- | --------------- | ------------- |
| Emanuel Buchmann | Mezőnyverseny | 6:13:03 (+2:58) | 14.           |
| Maximilian Levy  | Mezőnyverseny | nem ért célba   | nem ért célba |
| Simon Geschke    | Mezőnyverseny | nem ért célba   | nem ért célba |
| Simon Geschke    | Időfutam      | 1:15:49,88      | 13.           |
| Tony Martin      | Időfutam      | 1:15:33,75      | 12.           |
| Tony Martin      | Mezőnyverseny | nem ért célba   | nem ért célba |

Női
| Versenyző           | Versenyszám   | Idő              | Helyezés |
| ------------------- | ------------- | ---------------- | -------- |
| Romy Kasper         | Mezőnyverseny | 4:02:07 (+10:40) | 44.      |
| Claudia Lichtenberg | Mezőnyverseny | 3:58:03 (+6:36)  | 31.      |
| Lisa Brennauer      | Mezőnyverseny | 3:56:34 (+5:07)  | 19.      |
| Lisa Brennauer      | Időfutam      | 45:22,62         | 8.       |
| Trixi Worrack       | Időfutam      | 46:52,77         | 16.      |
| Trixi Worrack       | Mezőnyverseny | 4:01:33 (+10:06) | 43.      |

### Pálya-kerékpározás
Sprintversenyek
| Versenyző                                  | Versenyszám  | Selejtező | Selejtező | 1. forduló                                   | Vigaszág                                             | Vigaszág | 2. forduló                      | Vigaszág                                                         | Vigaszág | 9–12. helyért                                                             | 9–12. helyért | Negyeddöntő                                                             | 5–8. helyért                                                           | 5–8. helyért | Elődöntő                             | Döntő                                                                      | Helyezés |
| Versenyző                                  | Versenyszám  | Idő       | Hely.     | Ellenfél Győztes idő                         | Ellenfelek Győztes idő                               | Hely.    | Ellenfél Győztes idő            | Ellenfelek Győztes idő                                           | Hely.    | Ellenfelek Győztes idő                                                    | Hely.         | Ellenfél Győztes idő                                                    | Ellenfelek Győztes idő                                                 | Hely.        | Ellenfél Győztes idő                 | Ellenfél Győztes idő                                                       | Helyezés |
| ------------------------------------------ | ------------ | --------- | --------- | -------------------------------------------- | ---------------------------------------------------- | -------- | ------------------------------- | ---------------------------------------------------------------- | -------- | ------------------------------------------------------------------------- | ------------- | ----------------------------------------------------------------------- | ---------------------------------------------------------------------- | ------------ | ------------------------------------ | -------------------------------------------------------------------------- | -------- |
| Joachim Eilers                             | Férfi egyéni | 9,908     | 12.       | Damian Zieliński (POL) · 10,428              |                                                      |          | Xu Chao (CHN) · 10,449          |                                                                  |          |                                                                           |               | Matthew Glaetzer (AUS) · 10,456; 10,401                                 | Xu Chao (CHN) · Grégory Baugé (FRA) · Patrick Constable (AUS) · 10,525 | 1.           |                                      |                                                                            | 5.       |
| Maximilian Levy                            | Férfi egyéni | 10,035    | 18.       | Jason Kenny (GBR) · 10,245                   | Eddie Dawkins (NZL) · Njisane Phillip (TRI) · 10,356 | 1.       | Matthew Glaetzer (AUS) · 10,166 | Patrick Constable (AUS) · Jeffrey Hoogland (NED) · 10,456        | 2.       | Fabián Puerta (COL) · Jeffrey Hoogland (NED) · Sam Webster (NZL) · 10,275 | 1.            |                                                                         |                                                                        |              |                                      |                                                                            | 9.       |
| Kristina Vogel                             | Női egyéni   | 10,865    | 6.        | Laurine van Riessen (NED) · 11,279           |                                                      |          | Natasha Hansen (NZL) · 11,197   |                                                                  |          |                                                                           |               | Lee Wai Sze (HKG) · 11,230; 11,373                                      |                                                                        |              | Katy Marchant (GBR) · 11,302; 11,153 | Becky James (GBR) · 11,237; 11,312                                         |          |
| Miriam Welte                               | Női egyéni   | 11,038    | 14.       | Csung Tien-si (Zhong Tianshi) (CHN) · 11,310 | Kate O'Brien (CAN) · Monique Sullivan (CAN) · 11,466 | 1.       | Katy Marchant (GBR) · 12,247    | Csung Tien-si (Zhong Tianshi) (CHN) · Anna Meares (AUS) · 11,557 | 3.       | Natasha Hansen (NZL) · Anna Meares (AUS) · Virginie Cueff (FRA) · 11,795  | 3.            |                                                                         |                                                                        |              |                                      |                                                                            | 11.      |
| Joachim Eilers René Enders Maximilian Levy | Férfi csapat | 43,711    | 7.        |                                              |                                                      |          |                                 |                                                                  |          |                                                                           |               | Új-Zéland (NZL) · Eddie Dawkins · Ethan Mitchell · Sam Webster · 42,535 |                                                                        |              |                                      | kiesett                                                                    | 5.       |
| Kristina Vogel Miriam Welte                | Női csapat   | 32,673    | 3.        |                                              |                                                      |          |                                 |                                                                  |          |                                                                           |               | Franciaország (FRA) · Sandie Clair · Virginie Cueff · 32,806            |                                                                        |              |                                      | Bronzmérkőzés · Ausztrália (AUS) · Anna Meares · Stephanie Morton · 32,636 |          |

Üldözőversenyek
| Versenyző                                                                    | Versenyszám  | Selejtező | Selejtező | Elődöntő                                                                              | Elődöntő  | Elődöntő | Döntő | Döntő     | Döntő    |
| Versenyző                                                                    | Versenyszám  | Idő       | Hely.     | Ellenfél Idő                                                                          | Saját idő | Hely.    | Ellenfél Idő | Saját idő | Helyezés |
| ---------------------------------------------------------------------------- | ------------ | --------- | --------- | ------------------------------------------------------------------------------------- | --------- | -------- | --- | --------- | -------- |
| Henning Bommel Theo Reinhardt Nils Schomber Kersten Thiele Domenic Weinstein | Férfi csapat | 4:00,911  | 6.        | Svájc (SUI) · Olivier Beer · Silvan Dillier · Théry Schir · Cyrille Thièry · 4:03,580 | 3:56,903  | 6.       | 5. helyért · Olaszország (ITA) · Simone Consonni · Filippo Ganna · Francesco Lamon · Michele Scartezzini · 4:02,360 | 3:59,485  | 5.       |
| Charlotte Becker Stephanie Gaumnitz Mieke Kröger Gudrun Stock                | Női csapat   | 4:30,068  | 9.        | kiesett                                                                               | kiesett   | kiesett  | kiesett | kiesett   | kiesett  |

Keirin
| Versenyző       | Versenyszám | 1. forduló | Vigaszág | 2. forduló | 7–12. helyért | Döntő    | Helyezés |
| Versenyző       | Versenyszám | Helyezés   | Helyezés | Helyezés   | Helyezés      | Helyezés | Helyezés |
| --------------- | ----------- | ---------- | -------- | ---------- | ------------- | -------- | -------- |
| Joachim Eilers  | Férfi       | 2.         | erőnyerő | 1.         |               | 4.       | 4.       |
| Maximilian Levy | Férfi       | 3.         | 4.       | kiesett    | kiesett       | kiesett  | 21.      |
| Kristina Vogel  | Női         | 1.         | erőnyerő | 1.         |               | 6.       | 6.       |
| Miriam Welte    | Női         | 7.         | 5.       | kiesett    | kiesett       | kiesett  | 25.      |

Omnium
| Versenyző   | Versenyszám | 15 km-es scratch | 15 km-es scratch | 4 km-es egyéni üldözőverseny | 4 km-es egyéni üldözőverseny | 4 km-es egyéni üldözőverseny | Kieséses verseny | Kieséses verseny | 1000 m-es időfutam | 1000 m-es időfutam | 1000 m-es időfutam | 250 méter repülő rajt | 250 méter repülő rajt | 250 méter repülő rajt | 30 km-es pontverseny | 30 km-es pontverseny | Összesítés | Összesítés |
| Versenyző   | Versenyszám | Pont             | Hely.            | Idő                          | Pont                         | Hely.                        | Pont             | Hely.            | Idő                | Pont               | Hely.              | Idő                   | Pont                  | Hely.                 | Pont                 | Hely.                | Pont       | Helyezés   |
| ----------- | ----------- | ---------------- | ---------------- | ---------------------------- | ---------------------------- | ---------------------------- | ---------------- | ---------------- | ------------------ | ------------------ | ------------------ | --------------------- | --------------------- | --------------------- | -------------------- | -------------------- | ---------- | ---------- |
| Roger Kluge | Férfi       | 38               | 2.               | 4:18,907                     | 34                           | 4.                           | 18               | 12.              | 1:03,797           | 24                 | 9.                 | 13,332                | 20                    | 11.                   | 33                   | 3.                   | 167        | 6.         |

| Versenyző   | Versenyszám | 10 km-es scratch | 10 km-es scratch | 3 km-es egyéni üldözőverseny | 3 km-es egyéni üldözőverseny | 3 km-es egyéni üldözőverseny | Kieséses verseny | Kieséses verseny | 500 m-es időfutam | 500 m-es időfutam | 500 m-es időfutam | 250 méter repülő rajt | 250 méter repülő rajt | 250 méter repülő rajt | 20 km-es pontverseny | 20 km-es pontverseny | Összesítés | Összesítés |
| Versenyző   | Versenyszám | Pont             | Hely.            | Idő                          | Pont                         | Hely.                        | Pont             | Hely.            | Idő               | Pont              | Hely.             | Idő                   | Pont                  | Hely.                 | Pont                 | Hely.                | Pont       | Helyezés   |
| ----------- | ----------- | ---------------- | ---------------- | ---------------------------- | ---------------------------- | ---------------------------- | ---------------- | ---------------- | ----------------- | ----------------- | ----------------- | --------------------- | --------------------- | --------------------- | -------------------- | -------------------- | ---------- | ---------- |
| Anna Knauer | Női         | 10               | 16.              | 3:42,987                     | 16                           | 13.                          | 26               | 8.               | 36,370            | 22                | 10.               | 14,447                | 22                    | 10.                   | 3                    | 11.                  | 99         | 13.        |

## Kézilabda

### Férfi
| Német férfi kézilabdacsapat-játékoskeret                                                                                           | Német férfi kézilabdacsapat-játékoskeret                                                                                  |
| --- | --- |
| - Christian Dissinger - Paul Drux - Uwe Gensheimer - Patrick Groetzki - Kai Häfner - Silvio Heinevetter - Julius Kühn - Finn Lemke | - Hendrik Pekeler - Tobias Reichmann - Martin Strobel - Steffen Weinhold - Fabian Wiede - Patrick Wiencek - Andreas Wolff |

#### Eredmények
Csoportkör
B csoport
| Hely. | Csapat              | M | Gy | D | V | G+  | G–  | Gk  | P | Továbbjutás |
| ----- | ------------------- | - | -- | - | - | --- | --- | --- | - | ----------- |
| 1.    | Németország (GER)   | 5 | 4  | 0 | 1 | 153 | 141 | +12 | 8 | Negyeddöntő |
| 2.    | Szlovénia (SLO)     | 5 | 4  | 0 | 1 | 137 | 126 | +11 | 8 | Negyeddöntő |
| 3.    | Brazília (BRA) (R)  | 5 | 2  | 1 | 2 | 141 | 150 | −9  | 5 | Negyeddöntő |
| 4.    | Lengyelország (POL) | 5 | 2  | 0 | 3 | 139 | 140 | −1  | 4 | Negyeddöntő |
| 5.    | Egyiptom (EGY)      | 5 | 1  | 1 | 3 | 129 | 143 | −14 | 3 |             |
| 6.    | Svédország (SWE)    | 5 | 1  | 0 | 4 | 132 | 131 | +1  | 2 |             |

| 2016. augusztus 7. 11:30 (16:30) | Svédország (SWE) | 29–32       | Németország (GER) | Future Arena, Rio de Janeiro Játékvezetők: Hansen, Gjeding (DEN) |
| 2016. augusztus 7. 11:30 (16:30) | Tollbring 8      | (15–18)     | Kuhn 7            | Future Arena, Rio de Janeiro Játékvezetők: Hansen, Gjeding (DEN) |
| 2016. augusztus 7. 11:30 (16:30) | 9× 4×            | Jegyzőkönyv | 9× 3×             | Future Arena, Rio de Janeiro Játékvezetők: Hansen, Gjeding (DEN) |

| 2016. augusztus 9. 11:30 (16:30) | Németország (GER) | 32–29       | Lengyelország (POL) | Future Arena, Rio de Janeiro Játékvezetők: Lopéz, Ramírez (ESP) |
| 2016. augusztus 9. 11:30 (16:30) | három játékos 5   | (16–14)     | Bielecki 10         | Future Arena, Rio de Janeiro Játékvezetők: Lopéz, Ramírez (ESP) |
| 2016. augusztus 9. 11:30 (16:30) | 6× 4× 1×          | Jegyzőkönyv | 5× 3×               | Future Arena, Rio de Janeiro Játékvezetők: Lopéz, Ramírez (ESP) |

| 2016. augusztus 11. 16:40 (21:40) | Brazília (BRA) | 33–30       | Németország (GER)   | Future Arena, Rio de Janeiro Játékvezetők: Horáček, Novotný (CZE) |
| 2016. augusztus 11. 16:40 (21:40) | Chiuffa 8      | (17–16)     | Häfner, Reichmann 6 | Future Arena, Rio de Janeiro Játékvezetők: Horáček, Novotný (CZE) |
| 2016. augusztus 11. 16:40 (21:40) | 4× 2× 1×       | Jegyzőkönyv | 5× 4× 1×            | Future Arena, Rio de Janeiro Játékvezetők: Horáček, Novotný (CZE) |

| 2016. augusztus 13. 09:30 (14:30) | Szlovénia (SLO) | 25–28       | Németország (GER) | Future Arena, Rio de Janeiro Játékvezetők: Nikolov, Nachevski (MKD) |
| 2016. augusztus 13. 09:30 (14:30) | Dolenec 6       | (12–11)     | Gensheimer 6      | Future Arena, Rio de Janeiro Játékvezetők: Nikolov, Nachevski (MKD) |
| 2016. augusztus 13. 09:30 (14:30) | 6× 4×           | Jegyzőkönyv | 8× 4×             | Future Arena, Rio de Janeiro Játékvezetők: Nikolov, Nachevski (MKD) |

| 2016. augusztus 15. 11:30 (16:30) | Németország (GER) | 31–25       | Egyiptom (EGY) | Future Arena, Rio de Janeiro Játékvezetők: Hansen, Gjeding (DEN) |
| 2016. augusztus 15. 11:30 (16:30) | Gensheimer 7      | (15–12)     | Sanad 7        | Future Arena, Rio de Janeiro Játékvezetők: Hansen, Gjeding (DEN) |
| 2016. augusztus 15. 11:30 (16:30) | 9× 2×             | Jegyzőkönyv | 3× 1×          | Future Arena, Rio de Janeiro Játékvezetők: Hansen, Gjeding (DEN) |

Negyeddöntő
| 2016. augusztus 17. 13:30 (18:30) | Németország (GER) | 34–22       | Katar (QAT) | Future Arena, Rio de Janeiro Játékvezetők: Lah, Sok (SLO) |
| 2016. augusztus 17. 13:30 (18:30) | három játékos 5   | (16–12)     | Capote 9    | Future Arena, Rio de Janeiro Játékvezetők: Lah, Sok (SLO) |
| 2016. augusztus 17. 13:30 (18:30) | 5× 3×             | Jegyzőkönyv | 1× 3×       | Future Arena, Rio de Janeiro Játékvezetők: Lah, Sok (SLO) |

Elődöntő
| 2016. augusztus 19. 15:30 (20:30) | Franciaország (FRA) | 29–28       | Németország (GER) | Future Arena, Rio de Janeiro Játékvezetők: Hansen, Gjeding (DEN) |
| 2016. augusztus 19. 15:30 (20:30) | Narcisse 7          | (16–13)     | Gensheimer 11     | Future Arena, Rio de Janeiro Játékvezetők: Hansen, Gjeding (DEN) |
| 2016. augusztus 19. 15:30 (20:30) | 4× 3×               | Jegyzőkönyv | 5× 3×             | Future Arena, Rio de Janeiro Játékvezetők: Hansen, Gjeding (DEN) |

Bronzmérkőzés
| 2016. augusztus 21. 10:30 (15:30) | Lengyelország (POL)   | 25–31       | Németország (GER) | Future Arena, Rio de Janeiro Játékvezetők: Horaček, Novotny (CZE) |
| 2016. augusztus 21. 10:30 (15:30) | Krajewski, Lijewski 5 | (13–17)     | Reichmann 7       | Future Arena, Rio de Janeiro Játékvezetők: Horaček, Novotny (CZE) |
| 2016. augusztus 21. 10:30 (15:30) | 5× 1×                 | Jegyzőkönyv | 5× 3×             | Future Arena, Rio de Janeiro Játékvezetők: Horaček, Novotny (CZE) |

| Csapat            | Helyezés |
| ----------------- | -------- |
| Németország (GER) |          |

## Labdarúgás

### Férfi
| Német férfi labdarúgócsapat-játékoskeret | Német férfi labdarúgócsapat-játékoskeret |
| --- | --- |
| - Robert Bauer - Lars Bender* - Sven Bender* - Julian Brandt - Max Christiansen - Matthias Ginter - Serge Gnabry - Leon Goretzka (c) - Timo Horn - Jannik Huth | - Lukas Klostermann - Philipp Max - Max Meyer - Eric Oelschlägel - Nils Petersen* - Grischa Prömel - Davie Selke - Niklas Süle - Jeremy Toljan |

* - túlkoros játékos

#### Eredmények
Csoportkör
C csoport
| Hely. | Csapat                | M | Gy | D | V | G+ | G– | Gk  | P | Továbbjutás |
| ----- | --------------------- | - | -- | - | - | -- | -- | --- | - | ----------- |
| 1.    | Dél-Korea (KOR)       | 3 | 2  | 1 | 0 | 12 | 3  | +9  | 7 | Negyeddöntő |
| 2.    | Németország (GER)     | 3 | 1  | 2 | 0 | 15 | 5  | +10 | 5 | Negyeddöntő |
| 3.    | Mexikó (MEX)          | 3 | 1  | 1 | 1 | 7  | 4  | +3  | 4 |             |
| 4.    | Fidzsi-szigetek (FIJ) | 3 | 0  | 0 | 3 | 1  | 23 | −22 | 0 |             |

| 2016. augusztus 4. 17:00 (22:00) |

| Mexikó (MEX)            | 2–2               | Németország (GER)     |
| ----------------------- | ----------------- | --------------------- |
| Peralta 52' Pizarro 62' | (0–0) Jegyzőkönyv | Gnabry 58' Ginter 78' |

| Arena Fonte Nova, Salvador da Bahia Nézőszám: 16 500 Játékvezető: Alirezá Fagáni (iráni) |

| 2016. augusztus 7. 16:00 (21:00) |

| Németország (GER)          | 3–3               | Dél-Korea (KOR)             |
| -------------------------- | ----------------- | --------------------------- |
| Gnabry 33' 90+2' Selke 55' | (1–1) Jegyzőkönyv | Hvang 25' Szon 57' Szok 87' |

| Arena Fonte Nova, Salvador da Bahia Nézőszám: 17 121 Játékvezető: Néstor Pitana (argentin) |

| 2016. augusztus 10. 16:00 (21:00) |

| Németország (GER)                                                       | 10–0              | Fidzsi-szigetek (FIJ) |
| ----------------------------------------------------------------------- | ----------------- | --------------------- |
| Gnabry 8' 45' Petersen 14' 33' 40' 63' (11-esből) 70' Meyer 30' 49' 52' | (6–0) Jegyzőkönyv |                       |

| Estádio Mineirão, Belo Horizonte Nézőszám: 16 521 Játékvezető: Fahad Al-Mirdasi (Szaúd-arábiai) |

Negyeddöntő
| 2016. augusztus 13. 13:00 (18:00) |

| Portugália (POR) | 0–4               | Németország (GER)                         |
| ---------------- | ----------------- | ----------------------------------------- |
|                  | (0–1) Jegyzőkönyv | Gnabry 45+1' Ginter 57' Selke 75' Max 87' |

| Estádio Nacional de Brasília, Brazíliaváros Nézőszám: 55 412 Játékvezető: Walter López Castellanos (guatemalai) |

Elődöntő
| 2016. augusztus 17. 16:00 (21:00) |

| Nigéria (NGR) | 0–2               | Németország (GER)           |
| ------------- | ----------------- | --------------------------- |
|               | (0–1) Jegyzőkönyv | Klostermann 9' Petersen 89' |

| Arena de São Paulo, São Paulo Nézőszám: 35 562 Játékvezető: Néstor Pitana (argentin) |

Döntő
| 2016. augusztus 20. 17:30 (22:30) |

| Brazília (BRA)                                       | 1–1 (h. u.)       | Németország (GER)                  |
| ---------------------------------------------------- | ----------------- | ---------------------------------- |
| Neymar 27'                                           | (1–0) Jegyzőkönyv | Meyer 59'                          |
| Büntetőpárbaj                                        |                   |                                    |
| Renato Augusto Marquinhos Rafinha Luan Garcia Neymar | 5–4               | Ginter Gnabry Brandt Süle Petersen |

| Maracanã Stadion, Rio de Janeiro Nézőszám: 63 707 Játékvezető: Alirezha Faghani (iráni) |

| Csapat            | Helyezés |
| ----------------- | -------- |
| Németország (GER) |          |

### Női
| Német női labdarúgócsapat-játékoskeret | Német női labdarúgócsapat-játékoskeret |
| --- | --- |
| - Saskia Bartusiak (c) - Melanie Behringer - Laura Benkarth - Sara Däbritz - Lena Goeßling - Josephine Henning - Svenja Huth - Mandy Islacker - Tabea Kemme - Isabel Kerschowski | - Annike Krahn - Simone Laudehr - Melanie Leupolz - Leonie Maier - Marozsán Dzsenifer - Anja Mittag - Babett Peter - Alexandra Popp - Almuth Schult |

#### Eredmények
| Színmagyarázat                                                                  |
| ------------------------------------------------------------------------------- |
| A csoportok első két helyezettje bejutott a negyeddöntőbe.                      |
| A csoportok legjobb két harmadik helyezettje bejutott a negyeddöntőbe.          |
| A csoportok legrosszabb harmadik helyezettje és a negyedik helyezettek kiestek. |

Csoportkör
F csoport
| Csapat            | M | Gy | D | V | Rg | Kg | Gk  | P |
| ----------------- | - | -- | - | - | -- | -- | --- | - |
| Kanada (CAN)      | 3 | 3  | 0 | 0 | 7  | 2  | +5  | 9 |
| Németország (GER) | 3 | 1  | 1 | 1 | 9  | 5  | +4  | 4 |
| Ausztrália (AUS)  | 3 | 1  | 1 | 1 | 8  | 5  | +3  | 4 |
| Zimbabwe (ZIM)    | 3 | 0  | 0 | 3 | 3  | 15 | –12 | 0 |

| 2016. augusztus 3. 18:00 (23:00) |

| Zimbabwe (ZIM) | 1–6               | Németország (GER)                                                       |
| -------------- | ----------------- | ----------------------------------------------------------------------- |
| Basopo 50'     | (0–2) Jegyzőkönyv | Däbritz 22' Popp 36' Behringer 53' 78' Leupolz 83' Chibanda 90' (öngól) |

| Arena de São Paulo, São Paulo Nézőszám: 20 521 Játékvezető: Rita Binti Gani (maláj) |

| 2016. augusztus 6. 18:00 (23:00) |

| Németország (GER)           | 2–2               | Ausztrália (AUS)  |
| --------------------------- | ----------------- | ----------------- |
| Däbritz 45+2' Bartusiak 88' | (1–2) Jegyzőkönyv | Kerr 6' Foord 45' |

| Arena de São Paulo, São Paulo Nézőszám: 37 475 Játékvezető: Anna-Marie Keighley (új-zélandi) |

| 2016. augusztus 9. 16:00 (21:00) |

| Németország (GER)        | 1–2               | Kanada (CAN)     |
| ------------------------ | ----------------- | ---------------- |
| Behringer 13' (11-esből) | (1–1) Jegyzőkönyv | Tancredi 26' 60' |

| Estádio Nacional de Brasília, Brazíliaváros Nézőszám: 8 227 Játékvezető: Ri Hjangok (Ri Hyang-ok) (észak-koreai) |

Negyeddöntő
| 2016. augusztus 12. 16:00 (21:00) |

| Kína (CHN) | 0–1               | Németország (GER) |
| ---------- | ----------------- | ----------------- |
|            | (0–0) Jegyzőkönyv | Behringer 76'     |

| Arena Fonte Nova, Salvador da Bahia Nézőszám: 9 642 Játékvezető: Katerina Monzul (ukrán) |

Elődöntő
| 2016. augusztus 16. 16:00 (21:00) |

| Kanada (CAN) | 0–2               | Németország (GER)         |
| ------------ | ----------------- | ------------------------- |
|              | (0–1) Jegyzőkönyv | Behringer 21' Däbritz 59' |

| Estádio Mineirão, Belo Horizonte Nézőszám: 5,641 Játékvezető: Ri Hjangok (Ri Hyang-ok) (észak-koreai) |

Döntő
| 2016. augusztus 19. 17:30 (22:30) |

| Svédország (SWE) | 1–2               | Németország (GER)                 |
| ---------------- | ----------------- | --------------------------------- |
| Blackstenius 67' | (0–0) Jegyzőkönyv | Marozsán 48' Sembrant 62' (öngól) |

| Maracanã Stadion, Rio de Janeiro Nézőszám: 52,432 Játékvezető: Carol Chenard (kanadai) |

| Csapat            | Helyezés |
| ----------------- | -------- |
| Németország (GER) |          |

## Lovaglás
Kvalifikáció
Az ország versenyzői 2014 augusztusában a Caen-ban megrendezett lovas világjátékokon aranyérmet szereztek a díjlovaglás csapatversenyén, ezzel az eredménnyel Németország színeiben egy teljes díjlovaglócsapat szerzett kvótát az olimpiai játékokra. Ennek köszönhetően Németország – Nagy-Britannia és Hollandia mellett – egyike lett annak a három nemzetnek, amelynek elsőként sikerült kvalifikálnia magát a 2016-os játékokra. Ugyanezen az eseményen, a lovastusa csapatszámában a német sportolók aranyérmet szereztek, így az ország lovastusacsapata is kvótát szerzett az olimpiára.
Díjlovaglás
| Versenyző                                                           | Ló                                              | Versenyszám | 1. kör | 1. kör | 2. kör | 2. kör | Döntő   | Döntő   | Végeredmény | Végeredmény |
| Versenyző                                                           | Ló                                              | Versenyszám | Pont   | Hely.  | Pont   | Hely.  | Pont    | Hely.   | Pont        | Helyezés    |
| ------------------------------------------------------------------- | ----------------------------------------------- | ----------- | ------ | ------ | ------ | ------ | ------- | ------- | ----------- | ----------- |
| Sönke Rothenberger                                                  | Cosmo                                           | Egyéni      | 77,329 | 7.     | 76,261 | 10.    | kiesett | kiesett | 76,261      | 19.         |
| Dorothee Schneider                                                  | Showtime FRH                                    | Egyéni      | 80,986 | 3.     | 82,619 | 3.     | 82,946  | 6.      | 82,946      | 6.          |
| Kristina Sprehe                                                     | Desperados FRH                                  | Egyéni      | 82,257 | 2.     | 81,401 | 4.     | 87,142  | 3.      | 87,142      |             |
| Isabell Werth                                                       | Weihegold Old                                   | Egyéni      | 80,643 | 4.     | 83,711 | 1.     | 89,071  | 2.      | 89,071      |             |
| Sönke Rothenberger Dorothee Schneider Kristina Sprehe Isabell Werth | Cosmo Showtime FRH Desperados FRH Weihegold Old | Csapat      | 81,295 | 1.     | 82,577 | 1.     |         |         | 81,936      |             |

Díjugratás
| Versenyző                                                                   | Ló                                       | Versenyszám | Selejtező | Selejtező | Selejtező | Selejtező | Selejtező | Selejtező | Selejtező | Selejtező | Döntő         | Döntő         | Döntő   | Végeredmény | Végeredmény |
| Versenyző                                                                   | Ló                                       | Versenyszám | 1. kör    | 1. kör    | 2. kör    | 2. kör    | 2. kör    | 3. kör    | 3. kör    | 3. kör    | 1. kör        | 1. kör        | 2. kör  | Végeredmény | Végeredmény |
| Versenyző                                                                   | Ló                                       | Versenyszám | Bünt.     | Hely.     | Bünt.     | Össz.     | Hely.     | Bünt.     | Össz.     | Hely.     | Bünt.         | Hely.         | Bünt.   | Bünt.       | Helyezés    |
| --------------------------------------------------------------------------- | ---------------------------------------- | ----------- | --------- | --------- | --------- | --------- | --------- | --------- | --------- | --------- | ------------- | ------------- | ------- | ----------- | ----------- |
| Christian Ahlmann                                                           | Taloubet Z                               | Egyéni      | 0         | 1.        | 0         | 0         | 1.        | 4         | 4         | 7.        | 0             | 1.            | 4       | 4           | 9.          |
| Ludger Beerbaum                                                             | Casello                                  | Egyéni      | 4         | 27.       | 4         | 8         | 30.       | 0         | 8         | 18.       | kiesett       | kiesett       | kiesett | 8           | 36.         |
| Daniel Deusser                                                              | First Class                              | Egyéni      | 0         | 1.        | 0         | 0         | 1.        | 4         | 4         | 7.        | 0             | 1.            | 4       | 4           | 9.          |
| Meredith Michaels-Beerbaum                                                  | Fibonacci                                | Egyéni      | 0         | 1.        | 0         | 0         | 1.        | 5         | 5         | 13.       | nem ért célba | nem ért célba | kiesett | -           | 35.         |
| Christian Ahlmann Ludger Beerbaum Daniel Deusser Meredith Michaels-Beerbaum | Taloubet Z Casello First Class Fibonacci | Csapat      |           |           |           |           |           |           |           |           | 0             | 1.            | 2       | 8+0         |             |

Lovastusa
| Versenyző                                                  | Ló                                                | Versenyszám | Díjlovaglás | Díjlovaglás | Tereplovaglás | Tereplovaglás | Tereplovaglás | Díjugratás | Díjugratás  | Díjugratás | Díjugratás | Végeredmény | Végeredmény |
| Versenyző                                                  | Ló                                                | Versenyszám | Díjlovaglás | Díjlovaglás | Tereplovaglás | Tereplovaglás | Tereplovaglás | Selejtező  | Selejtező   | Selejtező  | Döntő      | Végeredmény | Végeredmény |
| Versenyző                                                  | Ló                                                | Versenyszám | Bünt.       | Hely.       | Bünt.         | Bünt. össz.   | Hely.         | Bünt.      | Bünt. össz. | Hely.      | Bünt.      | Bünt.       | Helyezés    |
| ---------------------------------------------------------- | ------------------------------------------------- | ----------- | ----------- | ----------- | ------------- | ------------- | ------------- | ---------- | ----------- | ---------- | ---------- | ----------- | ----------- |
| Sandra Auffarth                                            | Opgun Louvo                                       | Egyéni      | 41,6        | 8.          | 24,8          | 66,4          | 20.           | 0,0        | 66,4        | 17.        | 0,0        | 66,4        | 11.         |
| Michael Jung                                               | Sam FBW                                           | Egyéni      | 40,9        | 5.          | 0,0           | 40,9          | 2.            | 0,0        | 40,9        | 1.         | 0,0        | 40,9        |             |
| Ingrid Klimke                                              | Hale-Bob Old                                      | Egyéni      | 39,5        | 4.          | 26,0          | 65,5          | 19.           | 0,0        | 65,5        | 15.        | 4,0        | 69,5        | 14.         |
| Julia Krajewski                                            | Samourai du Thot                                  | Egyéni      | 44,8        | 18.         | nem ért célba | nem ért célba | nem ért célba | kiesett    | kiesett     | kiesett    | kiesett    | kiesett     | kiesett     |
| Sandra Auffarth Michael Jung Ingrid Klimke Julia Krajewski | Opgun Louvo Sam FBW Hale-Bob Old Samourai du Thot | Csapat      | 122,0       | 1.          | 50,8          | 172,8         | 4.            |            |             |            | 0,0        | 172,8       |             |

## Műugrás
Férfi
| Versenyző                     | Versenyszám          | Selejtező | Selejtező | Elődöntő | Elődöntő | Döntő   | Döntő    |
| Versenyző                     | Versenyszám          | Pont      | Helyezés  | Pont     | Helyezés | Pont    | Helyezés |
| ----------------------------- | -------------------- | --------- | --------- | -------- | -------- | ------- | -------- |
| Stephan Feck                  | Egyéni műugrás       | 423,50    | 9.        | 354,20   | 17.      | kiesett | kiesett  |
| Patrick Hausding              | Egyéni műugrás       | 440,00    | 6.        | 413,50   | 10.      | 498,90  |          |
| Sascha Klein                  | Egyéni toronyugrás   | 463,40    | 7.        | 475,00   | 5.       | 424,15  | 9.       |
| Martin Wolfram                | Egyéni toronyugrás   | 468,80    | 6.        | 466,15   | 8.       | 492,90  | 5.       |
| Stephan Feck Patrick Hausding | Szinkron műugrás     |           |           |          |          | 410,10  | 4.       |
| Patrick Hausding Sascha Klein | Szinkron toronyugrás |           |           |          |          | 438,42  | 4.       |

Női
| Versenyző                    | Versenyszám        | Selejtező | Selejtező | Elődöntő | Elődöntő | Döntő   | Döntő    |
| Versenyző                    | Versenyszám        | Pont      | Helyezés  | Pont     | Helyezés | Pont    | Helyezés |
| ---------------------------- | ------------------ | --------- | --------- | -------- | -------- | ------- | -------- |
| Tina Punzel                  | Egyéni műugrás     | 307,95    | 13.       | 291,60   | 17.      | kiesett | kiesett  |
| Nora Subschinski             | Egyéni műugrás     | 302,05    | 16.       | 308,25   | 12.      | 317,10  | 9.       |
| Maria Kurjo                  | Egyéni toronyugrás | 287,00    | 21.       | kiesett  | kiesett  | kiesett | kiesett  |
| Elena Wassen                 | Egyéni toronyugrás | 291,90    | 16.       | 276,40   | 17.      | kiesett | kiesett  |
| Tina Punzel Nora Subschinski | Szinkron műugrás   |           |           |          |          | 284,25  | 7.       |

## Ökölvívás
Férfi
| Versenyző         | Versenyszám     | Selejtező                      | Nyolcaddöntő                   | Negyeddöntő                | Elődöntő                      | Döntő             | Helyezés |
| Versenyző         | Versenyszám     | Ellenfél Eredmény              | Ellenfél Eredmény              | Ellenfél Eredmény          | Ellenfél Eredmény             | Ellenfél Eredmény | Helyezés |
| ----------------- | --------------- | ------------------------------ | ------------------------------ | -------------------------- | ----------------------------- | ----------------- | -------- |
| Hamza Touba       | Légsúly         | Elie Konki (FRA) · 0-3         | kiesett                        | kiesett                    | kiesett                       | kiesett           | 17.      |
| Artem Harutyunyan | Kisváltósúly    | erőnyerő                       | Arthur Biyarslanov (CAN) · 2-0 | Batuhan Gözgeç (TUR) · 3-0 | Lorenzo Sotomayor (AZE) · 0-3 | kiesett           |          |
| Arajik Marutjan   | Váltósúly       | Gabriel Maestre (VEN) · 1-2    | kiesett                        | kiesett                    | kiesett                       | kiesett           | 17.      |
| Serge Michel      | Félnehézsúly    | Carlos Andrés Mina (ECU) · 0-3 | kiesett                        | kiesett                    | kiesett                       | kiesett           | 17.      |
| David Graf        | Nehézsúly       | erőnyerő                       | Yamil Peralta (ARG) · 1-2      | kiesett                    | kiesett                       | kiesett           | 9.       |
| Erik Pfeifer      | Szupernehézsúly | Laurent Clayton (ISV) · 1-2    | kiesett                        | kiesett                    | kiesett                       | kiesett           | 17.      |

## Öttusa
| Versenyző           | Versenyszám | Vívás (V) | Vívás (V) | Úszás   | Úszás | Úszás | Bónusz vívás (B) | Bónusz vívás (B) | Bónusz vívás (B) | Lovaglás      | Lovaglás      | Lovaglás | Lovaglás | Futás/Lövészet | Futás/Lövészet | Futás/Lövészet | Futás/Lövészet | Összesen    | Összesen |
| Versenyző           | Versenyszám | Eredmény  | Pont      | Idő     | Pont  | Hely. | Eredmény         | Pont             | V+B Hely.        | Idő           | Hibapont      | Pont     | Hely.    | Lövőhiba       | Idő            | Pont           | Hely.          | Összes pont | Helyezés |
| ------------------- | ----------- | --------- | --------- | ------- | ----- | ----- | ---------------- | ---------------- | ---------------- | ------------- | ------------- | -------- | -------- | -------------- | -------------- | -------------- | -------------- | ----------- | -------- |
| Patrick Dogue       | Férfi       | 23–12     | 238       | 2:07,65 | 318   | 31.   | 2–0              | 2                | 2.               | 80,73         | 12            | 288      | 12.      | 8              | 11:23,36       | 617            | 14.            | 1463        | 6.       |
| Christian Zillekens | Férfi       | 16–19     | 196       | 2:06,24 | 322   | 28.   | 0–1              | 0                | 27.              | 75,90         | 14            | 286      | 14.      | 5              | 11:27,45       | 613            | 16.            | 1417        | 21.      |
| Annika Schleu       | Női         | 17–18     | 202       | 2:19,34 | 282   | 20.   | 0–1              | 0                | 18.              | 68,06         | 7             | 293      | 12.      | 6              | 12:21,95       | 559            | 3.             | 1336        | 4.       |
| Lena Schöneborn     | Női         | 24–11     | 244       | 2:21,74 | 275   | 28.   | 0–1              | 0                | 2.               | nem ért célba | nem ért célba | 0        | 30.      | 8              | 12:54,21       | 526            | 13.            | 1045        | 31.      |

## Röplabda

### Strandröplabda

#### Férfi
| Versenyző                      | Csoportkör | Csoportkör | 16 közé jutásért  | Nyolcaddöntő      | Negyeddöntő       | Elődöntő          | Döntő             | Helyezés |
| Versenyző                      | Ellenfél Eredmény | Hely.      | Ellenfél Eredmény | Ellenfél Eredmény | Ellenfél Eredmény | Ellenfél Eredmény | Ellenfél Eredmény | Helyezés |
| ------------------------------ | --- | ---------- | ----------------- | ----------------- | ----------------- | ----------------- | ----------------- | -------- |
| Markus Böckermann Lars Flüggen | B csoport · Lengyelország (POL) · Piotr Kantor · Bartosz Łosiak · 11–21, 21–23 · Hollandia (NED) · Alexander Brouwer · Robert Meeuwsen · 19–21, 21–17, 14–16 · Oroszország (RUS) · Dmitrij Barszuk · Nyikita Ljamin · 14–21, 17–21 | 4.         | kiesett           | kiesett           | kiesett           | kiesett           | kiesett           | 19.      |

#### Női
| Versenyző                     | Csoportkör | Csoportkör | 16 közé jutásért                                                   | Nyolcaddöntő                                                     | Negyeddöntő                                                 | Elődöntő                                                        | Döntő                                                              | Helyezés |
| Versenyző                     | Ellenfél Eredmény | Hely.      | Ellenfél Eredmény                                                  | Ellenfél Eredmény                                                | Ellenfél Eredmény                                           | Ellenfél Eredmény                                               | Ellenfél Eredmény                                                  | Helyezés |
| ----------------------------- | --- | ---------- | ------------------------------------------------------------------ | ---------------------------------------------------------------- | ----------------------------------------------------------- | --------------------------------------------------------------- | ------------------------------------------------------------------ | -------- |
| Karla Borger Britta Büthe     | E csoport · Svájc (SUI) · Joana Heidrich · Nadine Zumkehr · 12–21, 16–21 · Hollandia (NED) · Jantine van der Vlist · Sophie van Gestel · 21–19, 21–14 · Kanada (CAN) · Heather Bansley · Sarah Pavan · 19–21, 15–21  | 3.         | Venezuela (VEN) · Norisbeth Agudo · Olaya Pérez Pazo · 21–13, 21–8 | Brazília (BRA) · Talita Antunes · Larissa França · 17–21, 19–21  | kiesett                                                     | kiesett                                                         | kiesett                                                            | 9.       |
| Laura Ludwig Kira Walkenhorst | D csoport · Egyiptom (EGY) · Doaa Elghobashy · Nada Meawad · 21–12, 21–15 · Kanada (CAN) · Jamie Broder · Kristina Valjas · 21–17, 21–11 · Olaszország (ITA) · Laura Giombini · Marta Menegatti · 21–18, 18–21, 15–9 | 1.         |                                                                    | Svájc (SUI) · Isabelle Forrer · Anouk Vergé-Dépré · 21–19, 21–10 | Kanada (CAN) · Heather Bansley · Sarah Pavan · 21–14, 21–14 | Brazília (BRA) · Talita Antunes · Larissa França · 21–18, 21–12 | Brazília (BRA) · Ágatha Bednarczuk · Bárbara Seixas · 21–18, 21–14 |          |

## Sportlövészet
Férfi
| Versenyző        | Versenyszám           | Selejtező | Selejtező | Elődöntő | Elődöntő | Döntő   | Döntő    |
| Versenyző        | Versenyszám           | Pont      | Helyezés  | Pont     | Helyezés | Pont    | Helyezés |
| ---------------- | --------------------- | --------- | --------- | -------- | -------- | ------- | -------- |
| Oliver Geis      | Gyorstüzelő pisztoly  | 572       | 17.       |          |          | kiesett | kiesett  |
| Christian Reitz  | Gyorstüzelő pisztoly  | 592       | 1.        |          |          | 34      |          |
| Michael Janker   | Légpuska              | 620,8     | 29.       |          |          | kiesett | kiesett  |
| Julian Justus    | Légpuska              | 622,8     | 18.       |          |          | kiesett | kiesett  |
| Andre Link       | Sportpuska, összetett | 1174      | 7.        |          |          | 424,6   | 5.       |
| Daniel Brodmeier | Sportpuska, összetett | 1177      | 2.        |          |          | 435,6   | 4.       |
| Daniel Brodmeier | Sportpuska, fekvő     | 619,2     | 37.       |          |          | kiesett | kiesett  |
| Henri Junghänel  | Sportpuska, fekvő     | 624,8     | 8.        |          |          | 209,5   |          |
| Andreas Löw      | Dupla trap            | 140       | 1.        | 25       | 6.       | kiesett | kiesett  |
| Ralf Buchheim    | Skeet                 | 116       | 23.       | kiesett  | kiesett  | kiesett | kiesett  |

Női
| Versenyző           | Versenyszám           | Selejtező | Selejtező | Elődöntő | Elődöntő | Döntő   | Döntő    |
| Versenyző           | Versenyszám           | Pont      | Helyezés  | Pont     | Helyezés | Pont    | Helyezés |
| ------------------- | --------------------- | --------- | --------- | -------- | -------- | ------- | -------- |
| Monika Karsch       | Légpisztoly           | 379       | 25.       |          |          | kiesett | kiesett  |
| Monika Karsch       | Sportpisztoly         | 583       | 4.        | 18       | 2.       | 6       |          |
| Selina Gschwandtner | Légpuska              | 414,8     | 13.       |          |          | kiesett | kiesett  |
| Barbara Engleder    | Légpuska              | 420,3     | 2.        |          |          | 165,0   | 4.       |
| Barbara Engleder    | Sportpuska, összetett | 583       | 5.        |          |          | 458,6   |          |
| Eva Rösken          | Sportpuska, összetett | 579       | 14.       |          |          | kiesett | kiesett  |
| Jana Beckmann       | Trap                  | 61        | 19.       | kiesett  | kiesett  | kiesett | kiesett  |
| Christine Wenzel    | Skeet                 | 68        | 11.       | kiesett  | kiesett  | kiesett | kiesett  |

## Súlyemelés
Férfi
| Versenyző        | Versenyszám | Szakítás | Szakítás | Lökés    | Lökés    | Összesen | Helyezés |
| Versenyző        | Versenyszám | Eredmény | Helyezés | Eredmény | Helyezés | Összesen | Helyezés |
| ---------------- | ----------- | -------- | -------- | -------- | -------- | -------- | -------- |
| Nico Müller      | 77 kg       | 151      | 11.      | 181      | 10.      | 332      | 10.      |
| Jürgen Spieß     | 105 kg      | 170      | 14.      | 220      | 6.       | 390      | 10.      |
| Alexej Prochorow | +105 kg     | 180      | 17.      | 215      | 16.      | 395      | 16.      |
| Almir Velagić    | +105 kg     | 188      | 11.      | 232      | 10.      | 420      | 9.       |

Női
| Versenyző       | Versenyszám | Szakítás | Szakítás | Lökés    | Lökés    | Összesen | Helyezés |
| Versenyző       | Versenyszám | Eredmény | Helyezés | Eredmény | Helyezés | Összesen | Helyezés |
| --------------- | ----------- | -------- | -------- | -------- | -------- | -------- | -------- |
| Sabine Kusterer | 58 kg       | 90       | 10.      | 110      | 11.      | 200      | 10.      |

## Taekwondo
Férfi
| Versenyző     | Versenyszám | Nyolcaddöntő                 | Negyeddöntő                     | Elődöntő          | Vigaszág elődöntő          | Bronz- mérkőzés   | Döntő             | Helyezés    |
| Versenyző     | Versenyszám | Ellenfél Eredmény            | Ellenfél Eredmény               | Ellenfél Eredmény | Ellenfél Eredmény          | Ellenfél Eredmény | Ellenfél Eredmény | Helyezés    |
| ------------- | ----------- | ---------------------------- | ------------------------------- | ----------------- | -------------------------- | ----------------- | ----------------- | ----------- |
| Levent Tuncat | Légsúly     | Luisito Pié (DOM) · kizárták | kiesett                         | kiesett           |                            |                   |                   | helyezetlen |
| Tahir Güleç   | Váltósúly   | Moisés Hernández (DOM) · 4-2 | Cheick Sallah Cissé (CIV) · 1-7 |                   | Piotr Paziński (POL) · 5-6 | kiesett           |                   | 7.          |

Női
| Versenyző   | Versenyszám | Nyolcaddöntő                          | Negyeddöntő           | Elődöntő          | Vigaszág elődöntő | Bronz- mérkőzés   | Döntő             | Helyezés |
| Versenyző   | Versenyszám | Ellenfél Eredmény                     | Ellenfél Eredmény     | Ellenfél Eredmény | Ellenfél Eredmény | Ellenfél Eredmény | Ellenfél Eredmény | Helyezés |
| ----------- | ----------- | ------------------------------------- | --------------------- | ----------------- | ----------------- | ----------------- | ----------------- | -------- |
| Rabia Güleç | Váltósúly   | Anasztaszija Barisnyikova (RUS) · 9-8 | Nur Tatar (TUR) · 1-5 | kiesett           |                   |                   |                   | 9.       |

## Tenisz
Férfi
| Versenyző             | Versenyszám | 64-es főtábla                              | 32-es főtábla                      | Nyolcaddöntő      | Negyeddöntő       | Elődöntő          | Bronz- mérkőzés   | Döntő             | Helyezés |
| Versenyző             | Versenyszám | Ellenfél Eredmény                          | Ellenfél Eredmény                  | Ellenfél Eredmény | Ellenfél Eredmény | Ellenfél Eredmény | Ellenfél Eredmény | Ellenfél Eredmény | Helyezés |
| --------------------- | ----------- | ------------------------------------------ | ---------------------------------- | ----------------- | ----------------- | ----------------- | ----------------- | ----------------- | -------- |
| Dustin Brown          | Egyes       | Thomaz Bellucci (BRA) · 6-3, 4-5 (feladta) | kiesett                            | kiesett           | kiesett           | kiesett           | kiesett           | kiesett           | 33.      |
| Philipp Kohlschreiber | Egyes       | Guido Pella (ARG) · 4-6, 6-1, 6-2          | Andrej Martin (SVK) · visszalépett | kiesett           | kiesett           | kiesett           | kiesett           | kiesett           | 17.      |
| Jan-Lennard Struff    | Egyes       | Jevgenyij Donszkoj (RUS) · 3-6, 4-6        | kiesett                            | kiesett           | kiesett           | kiesett           | kiesett           | kiesett           | 33.      |

Női
| Versenyző                           | Versenyszám | 64-es főtábla                           | 32-es főtábla                                                          | Nyolcaddöntő                      | Negyeddöntő                    | Elődöntő                      | Bronz- mérkőzés   | Döntő                             | Helyezés |
| Versenyző                           | Versenyszám | Ellenfél Eredmény                       | Ellenfél Eredmény                                                      | Ellenfél Eredmény                 | Ellenfél Eredmény              | Ellenfél Eredmény             | Ellenfél Eredmény | Ellenfél Eredmény                 | Helyezés |
| ----------------------------------- | ----------- | --------------------------------------- | ---------------------------------------------------------------------- | --------------------------------- | ------------------------------ | ----------------------------- | ----------------- | --------------------------------- | -------- |
| Annika Beck                         | Egyes       | Ana Konjuh (CRO) · 6-7(5–7), 1-6        | kiesett                                                                | kiesett                           | kiesett                        | kiesett                       | kiesett           | kiesett                           | 33.      |
| Angelique Kerber                    | Egyes       | Mariana Duque Mariño (COL) · 6-3, 7-5   | Eugenie Bouchard (CAN) · 6-4, 6-2                                      | Samantha Stosur (AUS) · 6-0, 7-5  | Konta Johanna (GBR) · 6-1, 6-2 | Madison Keys (USA) · 6-3, 7-5 |                   | Mónica Puig (PUR) · 4-6, 6-4, 1-6 |          |
| Andrea Petković                     | Egyes       | Elina Szvitolina (UKR) · 6-2, 1-6, 3-6  | kiesett                                                                | kiesett                           | kiesett                        | kiesett                       | kiesett           | kiesett                           | 33.      |
| Laura Siegemund                     | Egyes       | Cvetana Pironkova (BUL) · 1-6, 6-4, 6-2 | Csang Suaj (Zhang Shuai) (CHN) · 6-2, 6-4                              | Kirsten Flipkens (BEL) · 6-4, 6-3 | Mónica Puig (PUR) · 1-6, 1-6   | kiesett                       | kiesett           | kiesett                           | 5.       |
| Angelique Kerber Andrea Petković    | Páros       |                                         | Olaszország (ITA) · Sara Errani · Roberta Vinci · 2-6, 2-6             | kiesett                           | kiesett                        | kiesett                       | kiesett           | kiesett                           | 17.      |
| Anna-Lena Grönefeld Laura Siegemund | Páros       |                                         | Oroszország (RUS) · Darja Kaszatkina · Szvetlana Kuznyecova · 1-6, 4-6 | kiesett                           | kiesett                        | kiesett                       | kiesett           | kiesett                           | 17.      |

## Tollaslabda
| Versenyző                             | Versenyszám  | Csoportkör | Csoportkör | Nyolcaddöntő      | Negyeddöntő       | Elődöntő          | Bronz- mérkőzés   | Döntő             | Helyezés |
| Versenyző                             | Versenyszám  | Ellenfél Eredmény | Hely.      | Ellenfél Eredmény | Ellenfél Eredmény | Ellenfél Eredmény | Ellenfél Eredmény | Ellenfél Eredmény | Helyezés |
| ------------------------------------- | ------------ | --- | ---------- | ----------------- | ----------------- | ----------------- | ----------------- | ----------------- | -------- |
| Marc Zwiebler                         | Férfi egyes  | K csoport · Scott Evans (IRL) · 21–9, 17–21, 7–21 · Ygor Oliveira (BRA) · 21–12, 21–12 | 2.         | kiesett           | kiesett           | kiesett           | kiesett           | kiesett           | 14.      |
| Michael Fuchs Johannes Schöttler      | Férfi páros  | B csoport · Malajzia (MAS) · Goh V Shem · Tan Wee Kiong · 14–21, 17–21 · Kína (CHN) · Fu Haj-feng (Fu Hai-feng) · Csang Nan (Zhang Nan) · 11–21, 16–21 · Egyesült Államok (USA) · Phillip Chew · Sattawat Pongnairat · 21–14, 21–14                    | 3.         |                   | kiesett           | kiesett           | kiesett           | kiesett           | 9.       |
| Karin Schnaase                        | Női egyes    | P csoport · Chloe Magee (IRL) · 21–14, 21–19 · Vang Ji-han (Wang Yihan) (CHN) · 11–21, 16–21 | 2.         | kiesett           | kiesett           | kiesett           | kiesett           | kiesett           | 14.      |
| Johanna Goliszewski Carla Nelte       | Női páros    | D csoport · Kína (CHN) · Jü Jang (Yu Yang) · Tang Jüan-ting (Tang Yuanting) · 10–21, 11–21 · Dél-Korea (KOR) · Csang Jena (Jang Ye-na) · I Szohi (Lee So-hui) · 18–21, 21–18, 17–21 · Bulgária (BUL) · Gabriela Stoeva · Stefani Stoeva · 14–21, 19–21 | 4.         |                   | kiesett           | kiesett           | kiesett           | kiesett           | 13.      |
| Michael Fuchs Birgit Overzier-Michels | Vegyes páros | A csoport · Kína (CHN) · Csang Nan (Zhang Nan) · Csao Jün-lej (Zhao Yunlei) · 19–21, 16–21 · Indonézia (INA) · Praveen Jordan · Debby Susanto · 16–21, 15–21 · Hongkong (HKG) · Chau Hoi Wah · Chun Hei Lee · 17–21, 14–21                             | 4.         |                   | kiesett           | kiesett           | kiesett           | kiesett           | 13.      |

## Torna
Férfi
| Versenyző                                                                      | Versenyszám      | Selejtező | Selejtező | Döntő    | Döntő    |
| Versenyző                                                                      | Versenyszám      | Pontszám  | Helyezés  | Pontszám | Helyezés |
| ------------------------------------------------------------------------------ | ---------------- | --------- | --------- | -------- | -------- |
| Andreas Bretschneider                                                          | Talaj            | 14,800    | 23.       | kiesett  | kiesett  |
| Andreas Bretschneider                                                          | Korlát           | 14,833    | 36.       | kiesett  | kiesett  |
| Andreas Bretschneider                                                          | Nyújtó           | 13,633    | 55.       | kiesett  | kiesett  |
| Andreas Bretschneider                                                          | Gyűrű            | 14,158    | 40.       | kiesett  | kiesett  |
| Andreas Bretschneider                                                          | Lólengés         | 13,641    | 52.       | kiesett  | kiesett  |
| Andreas Bretschneider                                                          | Egyéni összetett | 85,698    | 24.       | 84,965   | 20.      |
| Lukas Dauser                                                                   | Korlát           | 15,266    | 19.       | kiesett  | kiesett  |
| Lukas Dauser                                                                   | Gyűrű            | 13,916    | 50.       | kiesett  | kiesett  |
| Lukas Dauser                                                                   | Lólengés         | 13,733    | 50.       | kiesett  | kiesett  |
| Fabian Hambüchen                                                               | Talaj            | 14,041    | 43.       | kiesett  | kiesett  |
| Fabian Hambüchen                                                               | Nyújtó           | 15,533    | 1.        | 15,766   |          |
| Marcel Nguyen                                                                  | Talaj            | 14,500    | 30.       | kiesett  | kiesett  |
| Marcel Nguyen                                                                  | Korlát           | 15,466    | 11.       | kiesett  | kiesett  |
| Marcel Nguyen                                                                  | Nyújtó           | 13,366    | 62.       | kiesett  | kiesett  |
| Marcel Nguyen                                                                  | Gyűrű            | 14,733    | 18.       | kiesett  | kiesett  |
| Marcel Nguyen                                                                  | Lólengés         | 13,433    | 54.       | kiesett  | kiesett  |
| Marcel Nguyen                                                                  | Egyéni összetett | 86,098    | 22.       | 86,031   | 19.      |
| Andreas Toba                                                                   | Talaj            | 1,633     | 72.       | kiesett  | kiesett  |
| Andreas Toba                                                                   | Nyújtó           | 14,633    | 26.       | kiesett  | kiesett  |
| Andreas Toba                                                                   | Lólengés         | 14,233    | 32.       | kiesett  | kiesett  |
| Andreas Toba                                                                   | Egyéni összetett | feladta   | feladta   | kiesett  | kiesett  |
| Andreas Bretschneider Lukas Dauser Fabian Hambüchen Marcel Nguyen Andreas Toba | Csapat összetett | 261,518   | 8.        | 261,275  | 7.       |

Női
| Versenyző                                                        | Versenyszám      | Selejtező | Selejtező | Döntő    | Döntő    |
| Versenyző                                                        | Versenyszám      | Pontszám  | Helyezés  | Pontszám | Helyezés |
| ---------------------------------------------------------------- | ---------------- | --------- | --------- | -------- | -------- |
| Tabea Alt                                                        | Felemás korlát   | 14,666    | 25.       | kiesett  | kiesett  |
| Tabea Alt                                                        | Gerenda          | 14,233    | 21.       | kiesett  | kiesett  |
| Kim Bui                                                          | Talaj            | 13,766    | 29.       | kiesett  | kiesett  |
| Kim Bui                                                          | Felemás korlát   | 14,800    | 19.*      | kiesett  | kiesett  |
| Pauline Schäfer                                                  | Talaj            | 14,300    | 12.       | kiesett  | kiesett  |
| Pauline Schäfer                                                  | Gerenda          | 14,400    | 15.       | kiesett  | kiesett  |
| Sophie Scheder                                                   | Talaj            | 13,266    | 47.       | kiesett  | kiesett  |
| Sophie Scheder                                                   | Felemás korlát   | 15,433    | 6.        | 15,566   |          |
| Sophie Scheder                                                   | Gerenda          | 12,933    | 62.       | kiesett  | kiesett  |
| Sophie Scheder                                                   | Egyéni összetett | 55,598    | 28.       | 53,907   | 23.      |
| Elisabeth Seitz                                                  | Talaj            | 13,666    | 34.       | kiesett  | kiesett  |
| Elisabeth Seitz                                                  | Felemás korlát   | 15,466    | 5.        | 15,533   | 4.       |
| Elisabeth Seitz                                                  | Gerenda          | 13,866    | 31.       | kiesett  | kiesett  |
| Elisabeth Seitz                                                  | Egyéni összetett | 57,098    | 11.       | 56,366   | 17.      |
| Tabea Alt Kim Bui Pauline Schäfer Sophie Scheder Elisabeth Seitz | Csapat összetett | 173,263   | 6.        | 173,672  | 6.       |

* - egy másik versenyzővel azonos eredményt ért el

### Ritmikus gimnasztika
| Versenyző                | Versenyszám | Selejtező | Selejtező | Selejtező | Selejtező | Selejtező | Selejtező | Selejtező | Selejtező | Selejtező | Selejtező | Döntő   | Döntő   | Döntő   | Döntő   | Döntő    | Döntő    | Döntő   | Döntő   | Döntő    | Döntő    | Helyezés |
| Versenyző                | Versenyszám | Karika    | Karika    | Labda     | Labda     | Buzogány  | Buzogány  | Szalag    | Szalag    | Összesen  | Összesen  | Karika  | Karika  | Labda   | Labda   | Buzogány | Buzogány | Szalag  | Szalag  | Összesen | Összesen | Helyezés |
| Versenyző                | Versenyszám | Pont      | Hely.     | Pont      | Hely.     | Pont      | Hely.     | Pont      | Hely.     | Pont      | Hely.     | Pont    | Hely.   | Pont    | Hely.   | Pont     | Hely.    | Pont    | Hely.   | Pont     | Hely.    | Helyezés |
| ------------------------ | ----------- | --------- | --------- | --------- | --------- | --------- | --------- | --------- | --------- | --------- | --------- | ------- | ------- | ------- | ------- | -------- | -------- | ------- | ------- | -------- | -------- | -------- |
| Jana Berezko-Marggrander | Egyéni      | 17,100    | 17.       | 16,983    | 18.       | 17,100    | 20.       | 17,066    | 12.       | 68,249    | 18.       | kiesett | kiesett | kiesett | kiesett | kiesett  | kiesett  | kiesett | kiesett | kiesett  | kiesett  | 18.      |

| Versenyző                                                                                     | Versenyszám | Selejtező | Selejtező | Selejtező              | Selejtező              | Selejtező | Selejtező | Döntő    | Döntő    | Döntő                  | Döntő                  | Döntő    | Döntő    | Helyezés |
| Versenyző                                                                                     | Versenyszám | 5 szalag  | 5 szalag  | 3 buzogány és 2 karika | 3 buzogány és 2 karika | Összesen  | Összesen  | 5 szalag | 5 szalag | 3 buzogány és 2 karika | 3 buzogány és 2 karika | Összesen | Összesen | Helyezés |
| Versenyző                                                                                     | Versenyszám | Pont      | Hely.     | Pont                   | Hely.                  | Pont      | Hely.     | Pont     | Hely.    | Pont                   | Hely.                  | Pont     | Hely.    | Helyezés |
| --------------------------------------------------------------------------------------------- | ----------- | --------- | --------- | ---------------------- | ---------------------- | --------- | --------- | -------- | -------- | ---------------------- | ---------------------- | -------- | -------- | -------- |
| Natalie Hermann Anastasija Khmelnytska Daniela Potapova Julia Stavickaja Sina Tkaltschewitsch | Csapat      | 15,650    | 11.       | 16,750                 | 9.                     | 32,400    | 10.       | kiesett  | kiesett  | kiesett                | kiesett                | kiesett  | kiesett  | 10.      |

### Trambulin
| Versenyző   | Versenyszám | Selejtező | Selejtező | Döntő    | Döntő    |
| Versenyző   | Versenyszám | Pontszám  | Helyezés  | Pontszám | Helyezés |
| ----------- | ----------- | --------- | --------- | -------- | -------- |
| Leonie Adam | Női         | 97,885    | 10.       | kiesett  | kiesett  |

## Triatlon
| Versenyző       | Versenyszám | 1,5 km úszás | Depózás 1 | 40 km kerékpározás | Depózás 2 | 10 km futás | Összesítés | Összesítés |
| Versenyző       | Versenyszám | Idő          | Idő       | Idő                | Idő       | Idő         | Idő        | Helyezés   |
| --------------- | ----------- | ------------ | --------- | ------------------ | --------- | ----------- | ---------- | ---------- |
| Anne Haug       | Női         | 21:11        | 0:57      | 1:04:50            | 0:40      | 35:18       | 2:02:56    | 36.        |
| Laura Lindemann | Női         | 19:18        | 0:54      | 1:04:30            | 0:43      | 36:27       | 2:01:52    | 28.        |

## Úszás
Férfi
| Versenyző                                                                        | Versenyszám      | Előfutam | Előfutam | Előfutam | Elődöntő | Elődöntő | Elődöntő | Döntő     | Döntő    |
| Versenyző                                                                        | Versenyszám      | Idő      | Hely.    | Össz.    | Idő      | Hely.    | Össz.    | Idő       | Helyezés |
| -------------------------------------------------------------------------------- | ---------------- | -------- | -------- | -------- | -------- | -------- | -------- | --------- | -------- |
| Damian Wierling                                                                  | 50 m gyors       | 22,18    | 6.       | 19.      | kiesett  | kiesett  | kiesett  | kiesett   | kiesett  |
| Damian Wierling                                                                  | 100 m gyors      | 48,35    | 2.       | 7.       | 48,66    | 8.       | 15.      | kiesett   | kiesett  |
| Björn Hornikel                                                                   | 100 m gyors      | 49,62    | 8.       | 39.      | kiesett  | kiesett  | kiesett  | kiesett   | kiesett  |
| Paul Biedermann                                                                  | 200 m gyors      | 1:45,78  | 1.       | 2.       | 1:45,69  | 2.       | 4.*      | 1:45,84   | 6.       |
| Christoph Fildebrandt                                                            | 200 m gyors      | 1:47,81  | 7.       | 28.      | kiesett  | kiesett  | kiesett  | kiesett   | kiesett  |
| Clemens Rapp                                                                     | 400 m gyors      | 3:49,10  | 5.       | 24.      |          |          |          | kiesett   | kiesett  |
| Florian Vogel                                                                    | 400 m gyors      | 3:45,49  | 3.       | 9.       |          |          |          | kiesett   | kiesett  |
| Florian Wellbrock                                                                | 1500 m gyors     | 15:23,88 | 8.       | 32.      |          |          |          | kiesett   | kiesett  |
| Jan-Philip Glania                                                                | 100 m hát        | 53,87    | 5.       | 15.      | 53,94    | 6.       | 12.      | kiesett   | kiesett  |
| Jan-Philip Glania                                                                | 200 m hát        | 1:56,50  | 3.       | 6.*      | 1:56,53  | 4.       | 9.       | kiesett   | kiesett  |
| Christian Diener                                                                 | 200 m hát        | 1:56,62  | 4.       | 9.       | 1:56,37  | 5.       | 8.       | 1:56,27   | 7.       |
| Christian vom Lehn                                                               | 100 m mell       | 1:00,13  | 5.       | 15.      | 1:00,23  | 6.       | 12.      | kiesett   | kiesett  |
| Marco Koch                                                                       | 200 m mell       | 2:08,98  | 2.       | 5.       | 2:08,12  | 4.       | 7.       | 2:08,00   | 7.       |
| Steffen Deibler                                                                  | 100 m pillangó   | 52,14    | 6.       | 18.      | kiesett  | kiesett  | kiesett  | kiesett   | kiesett  |
| Philip Heintz                                                                    | 200 m vegyes     | 1:57,59  | 2.       | 2.       | 1:58,85  | 3.       | 8.       | 1:57,48   | 6.       |
| Jacob Heidtmann                                                                  | 400 m vegyes     | kizárták | kizárták | kizárták |          |          |          | kiesett   | kiesett  |
| Johannes Hintze                                                                  | 400 m vegyes     | 4:18,25  | 8.       | 18.      |          |          |          | kiesett   | kiesett  |
| Steffen Deibler Björn Hornikel Philipp Wolf Damian Wierling                      | 4 × 100 m gyors  | 3:14,97  | 5.       | 11.      |          |          |          | kiesett   | kiesett  |
| Florian Vogel Christoph Fildebrandt Clemens Rapp Paul Biedermann Jacob Heidtmann | 4 × 200 m gyors  | 7:07,66  | 3.       | 4.       |          |          |          | 7:07,28   | 6.       |
| Jan-Philip Glania Marco Koch Steffen Deibler Damian Wierling Christian vom Lehn  | 4 × 100 m vegyes | 3:33,67  | 4.       | 8.       |          |          |          | 3:33,50   | 7.       |
| Christian Reichert                                                               | 10 km nyílt vízi |          |          |          |          |          |          | 1:53:04,7 | 9.       |

Női
| Versenyző                                                   | Versenyszám      | Előfutam | Előfutam | Előfutam | Elődöntő | Elődöntő | Elődöntő | Döntő     | Döntő    |
| Versenyző                                                   | Versenyszám      | Idő      | Hely.    | Össz.    | Idő      | Hely.    | Össz.    | Idő       | Helyezés |
| ----------------------------------------------------------- | ---------------- | -------- | -------- | -------- | -------- | -------- | -------- | --------- | -------- |
| Dorothea Brandt                                             | 50 m gyors       | 24,77    | 4.*      | 13.**    | 24,71    | 7.       | 14.      | kiesett   | kiesett  |
| Annika Bruhn                                                | 200 m gyors      | 1:58,48  | 3.       | 20.      | kiesett  | kiesett  | kiesett  | kiesett   | kiesett  |
| Sarah Köhler                                                | 400 m gyors      | 4:06,55  | 2.       | 10.      |          |          |          | kiesett   | kiesett  |
| Sarah Köhler                                                | 800 m gyors      | 8:24,65  | 5.       | 7.       |          |          |          | 8:27,75   | 8.       |
| Leonie Beck                                                 | 800 m gyors      | 8:47,47  | 7.       | 25.      |          |          |          | kiesett   | kiesett  |
| Lisa Graf                                                   | 200 m hát        | 2:08,67  | 1.       | 4.*      | 2:09,56  | 7.       | 13.      | kiesett   | kiesett  |
| Jenny Mensing                                               | 200 m hát        | 2:10,68  | 5.       | 16.      | 2:10,15  | 8.       | 16.      | kiesett   | kiesett  |
| Alexandra Wenk                                              | 100 m pillangó   | 58,49    | 7.       | 21.      | kiesett  | kiesett  | kiesett  | kiesett   | kiesett  |
| Alexandra Wenk                                              | 200 m vegyes     | 2:12,46  | 5.       | 13.      | 2:12,13  | 6.       | 11.      | kiesett   | kiesett  |
| Franziska Hentke                                            | 200 m pillangó   | 2:07,59  | 3.       | 9.       | 2:07,67  | 5.       | 11.      | kiesett   | kiesett  |
| Franziska Hentke                                            | 400 m vegyes     | 4:43,32  | 6.       | 21.      |          |          |          | kiesett   | kiesett  |
| Annika Bruhn Leonie Kullmann Paulina Schmiedel Sarah Köhler | 4 × 200 m gyors  | 7:56,74  | 7.       | 12.      |          |          |          | kiesett   | kiesett  |
| Jenny Mensing Vanessa Grimberg Alexandra Wenk Annika Bruhn  | 4 × 100 m vegyes | 4:02,19  | 6.       | 12.      |          |          |          | kiesett   | kiesett  |
| Isabelle Härle                                              | 10 km nyílt vízi |          |          |          |          |          |          | 1:57:22,1 | 6.       |

* - egy másik versenyzővel azonos időt ért el

** - két másik versenyzővel azonos időt ért el

## Vitorlázás
Férfi
| Versenyző                       | Versenyszám     | Futam | Futam | Futam | Futam | Futam | Futam | Futam | Futam | Futam | Futam | Futam | Futam | Futam   | Pontszám | Helyezés |
| Versenyző                       | Versenyszám     | 1     | 2     | 3     | 4     | 5     | 6     | 7     | 8     | 9     | 10    | 11    | 12    | É       | Pontszám | Helyezés |
| ------------------------------- | --------------- | ----- | ----- | ----- | ----- | ----- | ----- | ----- | ----- | ----- | ----- | ----- | ----- | ------- | -------- | -------- |
| Toni Wilhelm                    | Szörfvitorlázás | 8     | 4     | 13    | 10    | 9     | 4     | 1     | 7     | (19)  | 7     | 8     | 19    | 10      | 100      | 6.       |
| Philipp Buhl                    | Laser           | 16    | 16    | 8     | 13    | 17    | 13    | 1     | 25    | (34)  | 17    |       |       | kiesett | 126      | 14.      |
| Ferdinand Gerz Oliver Szymanski | 470-es osztály  | 13    | 18    | 9     | 23    | 14    | 1     | (24)  | 6     | 4     | 6     |       |       | kiesett | 94       | 11.      |
| Erik Heil Thomas Plößel         | 49er osztály    | 6     | 3     | 1     | 3     | 4     | 13    | 14    | 4     | 5     | 10    | 4     | (18)  | 16      | 83       |          |

Női
| Versenyző                         | Versenyszám    | Futam | Futam | Futam | Futam | Futam | Futam | Futam | Futam | Futam | Futam | Futam | Futam | Futam   | Pontszám | Helyezés |
| Versenyző                         | Versenyszám    | 1     | 2     | 3     | 4     | 5     | 6     | 7     | 8     | 9     | 10    | 11    | 12    | É       | Pontszám | Helyezés |
| --------------------------------- | -------------- | ----- | ----- | ----- | ----- | ----- | ----- | ----- | ----- | ----- | ----- | ----- | ----- | ------- | -------- | -------- |
| Annika Bochmann Marlene Steinherr | 470-es osztály | 12    | 16    | 17    | (21)  | 15    | 3     | 6     | 14    | 21    | 17    |       |       | kiesett | 121      | 18.      |
| Victoria Jurczok Anika Lorenz     | 49erFX osztály | (21)  | 8     | 8     | 7     | 6     | 7     | 17    | 10    | 7     | 9     | 6     | 9     | 16      | 110      | 9.       |

Vegyes
| Versenyző                     | Versenyszám | Futam | Futam | Futam | Futam | Futam | Futam | Futam | Futam | Futam | Futam | Futam | Futam | Futam   | Pontszám | Helyezés |
| Versenyző                     | Versenyszám | 1     | 2     | 3     | 4     | 5     | 6     | 7     | 8     | 9     | 10    | 11    | 12    | É       | Pontszám | Helyezés |
| ----------------------------- | ----------- | ----- | ----- | ----- | ----- | ----- | ----- | ----- | ----- | ----- | ----- | ----- | ----- | ------- | -------- | -------- |
| Paul Kohlhoff Carolina Werner | Nacra 17    | 14    | 10    | 10    | 17    | 8     | 13    | 5     | 10    | 2     | 9     | 14    | (18)  | kiesett | 112      | 13.      |

## Vívás
Férfi
| Versenyző     | Versenyszám  | Selejtező         | 32-es főtábla              | Nyolcaddöntő                | Negyeddöntő               | Elődöntő          | Bronz- mérkőzés   | Döntő             | Helyezés |
| Versenyző     | Versenyszám  | Ellenfél Eredmény | Ellenfél Eredmény          | Ellenfél Eredmény           | Ellenfél Eredmény         | Ellenfél Eredmény | Ellenfél Eredmény | Ellenfél Eredmény | Helyezés |
| ------------- | ------------ | ----------------- | -------------------------- | --------------------------- | ------------------------- | ----------------- | ----------------- | ----------------- | -------- |
| Peter Joppich | Tőr, egyéni  | erőnyerő          | Enzo Lefort (FRA) · 15-13  | Giorgio Avola (ITA) · 13-15 | kiesett                   | kiesett           | kiesett           | kiesett           | 12.      |
| Max Hartung   | Kard, egyéni |                   | Yémi Apithy (BEN) · 15-9   | Daryl Homer (USA) · 12-15   | kiesett                   | kiesett           | kiesett           | kiesett           | 10.      |
| Matyas Szabo  | Kard, egyéni |                   | Ali Pakdaman (IRI) · 15-11 | Pancso Paszkov (BUL) · 15-6 | Daryl Homer (USA) · 12-15 | kiesett           | kiesett           | kiesett           | 8.       |

Női
| Versenyző           | Versenyszám | Selejtező         | 32-es főtábla                 | Nyolcaddöntő      | Negyeddöntő       | Elődöntő          | Bronz- mérkőzés   | Döntő             | Helyezés |
| Versenyző           | Versenyszám | Ellenfél Eredmény | Ellenfél Eredmény             | Ellenfél Eredmény | Ellenfél Eredmény | Ellenfél Eredmény | Ellenfél Eredmény | Ellenfél Eredmény | Helyezés |
| ------------------- | ----------- | ----------------- | ----------------------------- | ----------------- | ----------------- | ----------------- | ----------------- | ----------------- | -------- |
| Carolin Golubytskyi | Tőr, egyéni | erőnyerő          | Hanna Łyczbińska (POL) · 9-14 | kiesett           | kiesett           | kiesett           | kiesett           | kiesett           | 18.      |